# 坂本龙马

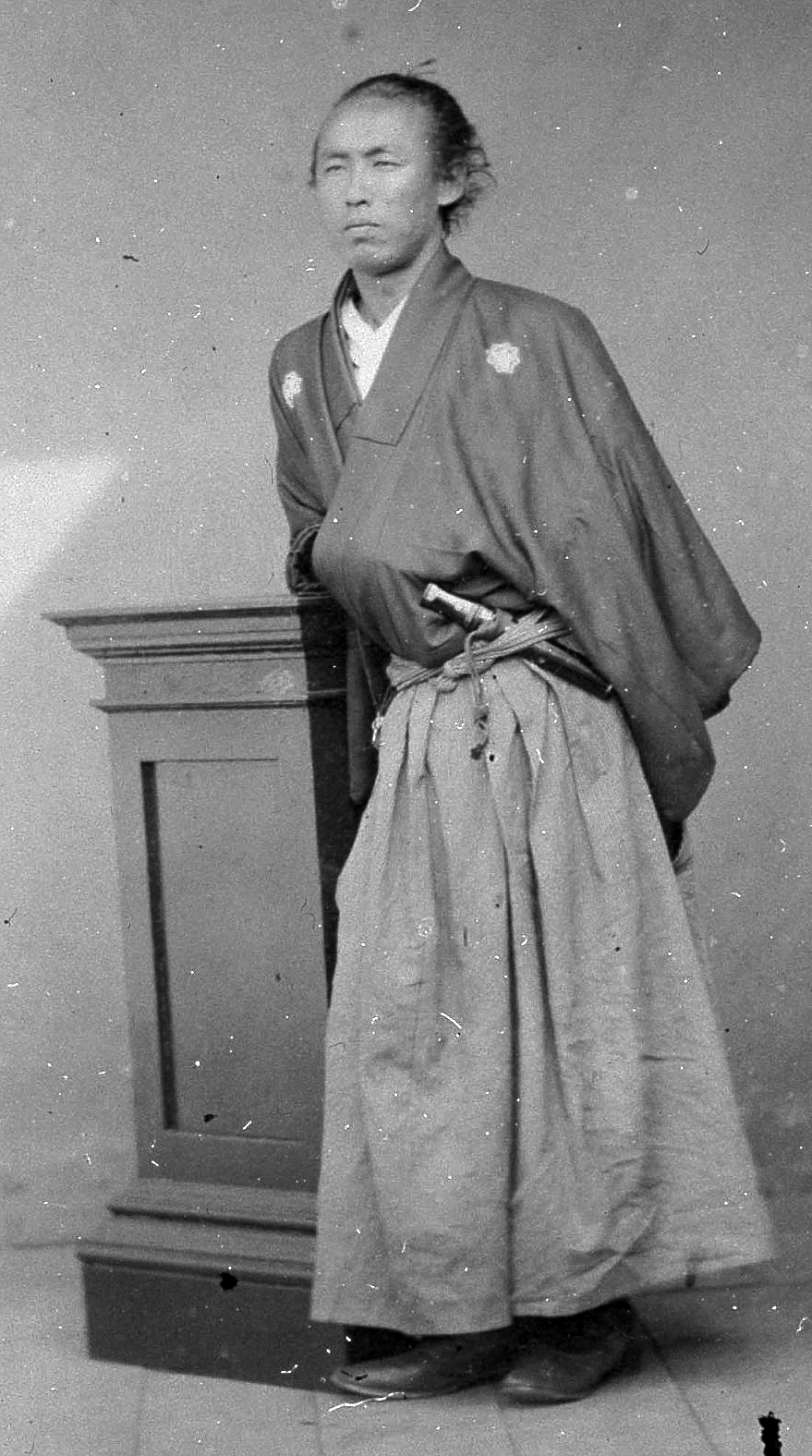
坂本龍馬，慶應二年或三年，上野彥馬在長崎拍攝的照片

坂本龍馬（日语：／ Sakamoto Ryōma，1836年1月3日—1867年12月10日），最初叫直陰（日语：／ Naokage），本名是直柔（日语：／ Naonari），「龍馬」是通稱:15。出生於高知城下町本町筋一丁目:11，幕末時期的土佐藩鄉士。後來兩度脫藩而成為維新志士，與脫藩浪士組織日本第一個有限公司－龜山社中（後改為海援隊）。薩長同盟並非龍馬獨力促成:14。而由其向後藤象二郎所提出的船中八策，也成為後來維新政府的重要指導方針。死後，1891年（明治二十四年）4月8日由明治維新後的新政府追贈正四位。
於志士活動期間為了避人耳目，龍馬曾使用假名「才谷梅太郎」（日语：／ Saitani Umetarō）；在宿泊寺田屋遭幕府軍偷襲時，使用的假名是薩摩藩士「西鄉伊三郎」:92。在宿泊京都近江屋遭偷襲時，身中34刀、致命傷在頭部，一同在屋內的中岡慎太郎身中28刀，殺手一說是薩摩藩士「西鄉伊三郎」（西鄉隆盛部下）。

## 生平

### 早年經歷
天保六年（1836年）十一月十五日:49，坂本家之次男龍馬在高知城下町本町筋一丁目出生:130，出生時父親（八平）39歲、母親（幸）38歲，育有一名21歲長兄（權平）和三位姊姊（千鶴、榮、乙女），再加上同住一個屋簷下之大嫂和姪女（春豬），龍馬排行老么:16。父親坂本八平，是住在土佐國高知城下本丁筋一丁目（高知縣高知市上町）之鄉士（住在鄉下之下級武士，享有武士待遇之農民）:38。由於坂本家是從高知城下之富商——才谷屋——分家出來，所以名義上雖是鄉士，但沒有住在農村，而是領有九十七石之領地和十石五斗之俸祿，生活富裕:39。到寶曆年間（1750年代），坂本八郎兵衛直益買下鄉士株:20。
據說他之所以被取名為「龍馬」，是因為在他出生前一晚，他的父親夢見一匹金黃色之馬從天而降，母親則夢見一條金龍昇天:38。一說母親懷孕時，夢見龍飛入胎內，後來出生的龍馬背後長出形狀似龍、如同馬鬃般之體毛:15。據說龍馬幼年時是個鼻涕蟲（龍馬曾寫信給姊姊乙女稱：「請別再把我當成過去那個鼻涕蟲了。」）、愛哭包、身體虛弱、愛尿床又常被欺負:16。據說龍馬直到12、13歲還會尿床，又愛哭、不愛說話，周遭都認為他有些魯鈍:39。
龍馬後來向眾人稱：「很早就放棄學問的我，是個才疏學淺的人。」:20弘化三年（1846年），龍馬曾就學於小高坂村楠山庄助的私塾:17，因為跟班上的上士小孩打架而早早退學:16。根據傳聞，龍馬和同學爭執，當對方拔刀要往他頭砍下去時，他立刻拿起木箱蓋來抵擋:39。沒多久就由父親出面申請退學，從此以後，龍馬再不曾到私塾上過學:20。六月十日，母親過世，享年49歲:130。母親死後，父親再娶龍馬繼母伊與（北代平助之女兒:39-40），出身土佐藩官役世家，曾教導龍馬武家三禮法：「人若犯我，我必犯人」、「人不犯我，我不犯人」和「男子必須剛柔並濟」:20。從龍馬遺留下來之許多書信中，從未出現過伊與之名，由此看龍馬跟伊與緣分似乎淺薄:40。
龍馬從私塾退學後，由奶媽照顧他，而乙女則多方面教導他，從知識到武術都有:41。乙女把不會游泳的龍馬帶到河邊，用竹竿戳他，逼他跳下河去，終於學會游泳:15。龍馬曾經說過：「我年幼時，自父母雙亡後，便由姊姊照顧我長大成人，姊姊對我的恩情比父母還要大。」（《千里駒後日譚》）:41
龍馬劍術出色:41。嘉永元年（1848年）:22，14歲時，龍馬聽從父親建議，到鏡川附近之小栗流日根野道場學習劍術:11。日根野弁治在城下築屋敷（宅邸）開設道館，龍馬拜他為師後，努力學習；據說也因此治好他尿床之毛病:41-42。龍馬習劍之後如魚得水，5年後於嘉永六年（1853年）就取得「小栗流和兵法事目錄」（初級結業證明）:11。龍馬帶著父親寫給他、日後一輩子未離身之〈修行中之心得大意〉:18：「一、片刻不忘忠孝、修行第一之事；二、不做心移道具、浪費銀錢之事；三、不應心迷色情、忘記國家之大事等有違心得之事。切望將右之三條浸染於胸，專心修行，歸國專一。丑 三月吉日 老父 龍馬殿」:23。
龍馬向江戶之土佐藩邸打過招呼後:26，於嘉永六年（1853年）三月十七日前往江戶進行劍術修行:49。三月，日根野弁治傳授龍馬「小栗流和兵法事目錄」一卷:144。龍馬在四月中旬抵達江戶，向位於鍛治橋之藩邸上屋敷（千代區丸之內）提出申請，同時在位於築地（中央區築地）中屋敷之長屋（大雜院）卸下行囊，開始每天過著修行般之生活:43。四月，拜入北辰一刀流·千葉定吉道場門下:144。抵達江戶後，五月加入千葉定吉之道場門下:26，成為北辰一刀流門生:49。

### 江戶修行

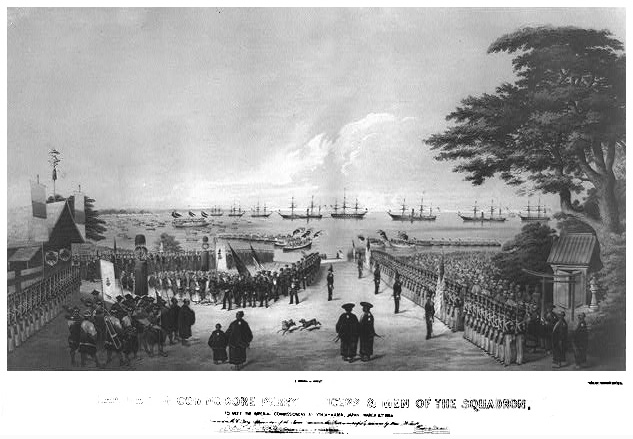
黑船來航

在龍馬獲得小栗流目錄的嘉永六年（1853年），亦向藩內提出自費前往江戶進行為期一年之劍術修行的申請並獲准。而與溝淵廣之丞（一說野村榮造）一併動身前往江戶，大約於四月時抵達江戶。當他到達江戶後，就留在江戶城鍛冶橋附近的土佐藩邸（上屋敷，一說位於築地的中屋敷），然後進入離開不遠的千葉道場門下:28。帶龍馬入門的是千葉周作（江戶北辰一刀流的開山始祖）的弟弟千葉定吉，他帶龍馬進入當時被稱為「小千葉」之千葉定吉所開設之道場:28。龍馬入門時，由於千葉定吉正好到鳥取藩仕官，於是便在當地教導劍術，因此龍馬從其子重太郎學劍術:28。不久，龍馬與重太郎妹妹千葉佐那戀愛，甚至一度立下婚約:21。
六月三日，美國海軍的培里准将（美國東印度艦隊司令官:45）率領4艘（2艘蒸汽船、2艘帆船）美國東印度艦隊船隻出現在神奈川縣浦賀海域:24。六月六日，幕府命令所有在江戶灣擁有藩邸之諸藩警戒，龍馬也以臨時御用之名義受到徵召:45。為威嚇幕府，培里下令擁有60門以上火炮之黑船對空開火:15。結果培里在六月十二日向幕府表示日後會再重訪後，就朝著琉球那霸航行而去:24。黑船來航，龍馬被徵調到土佐藩品川下屋敷，擔任品川海岸警備隊:49。九月二十三日，龍馬向父親報告因培里來航而臨時受雇於土佐藩之任務已結束:130。龍馬寄信給父親，上面提到龍馬預計在隔年春天再度負責警備:26。同日，他寫給父親家書道：「我相信不久即將有戰事，屆時我將取下外國人的首級，再返鄉服侍您。」:46
其後，完成九月沿岸戒備任務之龍馬，在十二月與土佐鄉士大庭毅平和谷村才八一起加入，龍馬亦加入佐久間象山門下，準備學習西式炮術:26。佐久間象山是松代（長野）藩士，精通西洋兵學:47。佐久間象山可以說是當時洋學第一把交椅，在木挽町（中央區銀座）開設私塾，勝海舟和吉田松蔭都是他弟子:47。龍馬直到十二月一日才正式入門:47。這時，包含龍馬在內總共有21名土佐藩士一起入門:28。
幕府在安政元年（1854年）一月，黑船再度駛來，龍馬再度負責沿岸警衛工作，無法專心學習劍術；在土佐藩許可下，龍馬結束15個月遊學生活:21。三月三日:130，與美國締結內容不平等之日美親善條約:24，日本沒有關稅自主權、承認治外法權:40。六月二十三日，龍馬返回土佐:49。六月二十四日，龍馬完成江戶劍術遊學並返回土佐:26。閏七月，獲頒《小栗流和兵法十二箇條》、《小栗流和兵法二十五箇條》（同上述證書）:130。十一月，河田小龍因土佐發生安政大地震而搬到龍馬家附近居住:28，龍馬向小龍請教世界局勢:49。小龍雖為畫家，但對西洋學問甚有心得，瞭解歐美，是土佐屈指可數之知識分子:27。小龍告訴龍馬：「要從事商業以籌措資金，購買外國船、招募同志，運送旅客與貨物。在賺取利潤後，才能重整這個國家。」:21結果龍馬聽後說：「請你負責在內招募和培育人才，我去外面想辦法弄來船隻。」:28小龍門生近藤長次郎、長岡謙吉和新宮馬之助等，後來也成為龜山社中或海援隊一員:28。
龍馬在16歲時左右加入位於仁井田演之德弘孝藏道場，開始學習西洋砲術:27。安政二年（1855年）十一月六、七日，龍馬和哥哥一起參加砲術家德弘孝藏在仁井田濱舉辦之砲術訓練:130。十二月四日，龍馬父親八平過世:30，享年59歲:131。安政三年（1856年）二月，兄長權平繼承鄉士坂本家:131。龍馬再度向土佐藩提出「休假許可」，然後於安政三年再度前往江戶:40。八月十九日，龍馬為第二次劍修行前往江戶:131。八月二十日，龍馬再度為修習劍術從高知出發:144，前往江戶留學:49。大約九月中旬才抵達江戶:49。九月下旬，龍馬抵達江戶土佐藩中屋敷:131。安政四年（1857年），龍馬獲得土佐藩允許，延長江戶留學期限一年:49。八月四日，龍馬居住在中屋敷期間，碰上山本琢磨的懷錶拾取事件:131。九月，江戶修習期滿，獲准延期一年:144。
龍馬青梅竹馬之初戀對象平井加尾，是隨山內容堂妹妹嫁到京都三條家，山內後成為寡婦:31。長於和歌與寫作，後來上京做侍女，在京都土佐藩藩邸工作:31。
安政五年（1858年）一月，龍馬自千葉定吉道場取得《北辰一刀流長刀兵法目錄》:131（即薙刀術的初級結業證明），並於九月三日返回土佐:49。九日三日，龍馬再度完成劍術修行並重返土佐:131。安政大獄，水戶派水戶齊昭被命令永久螫居，一橋慶喜在23歲被迫隱居，橋本左內、賴三樹三郎、吉田松陰死罪:44。十一月二十三日，在立川木戶與水戶藩士住谷寅之助、大胡聿藏見面:144。

### 土佐勤王

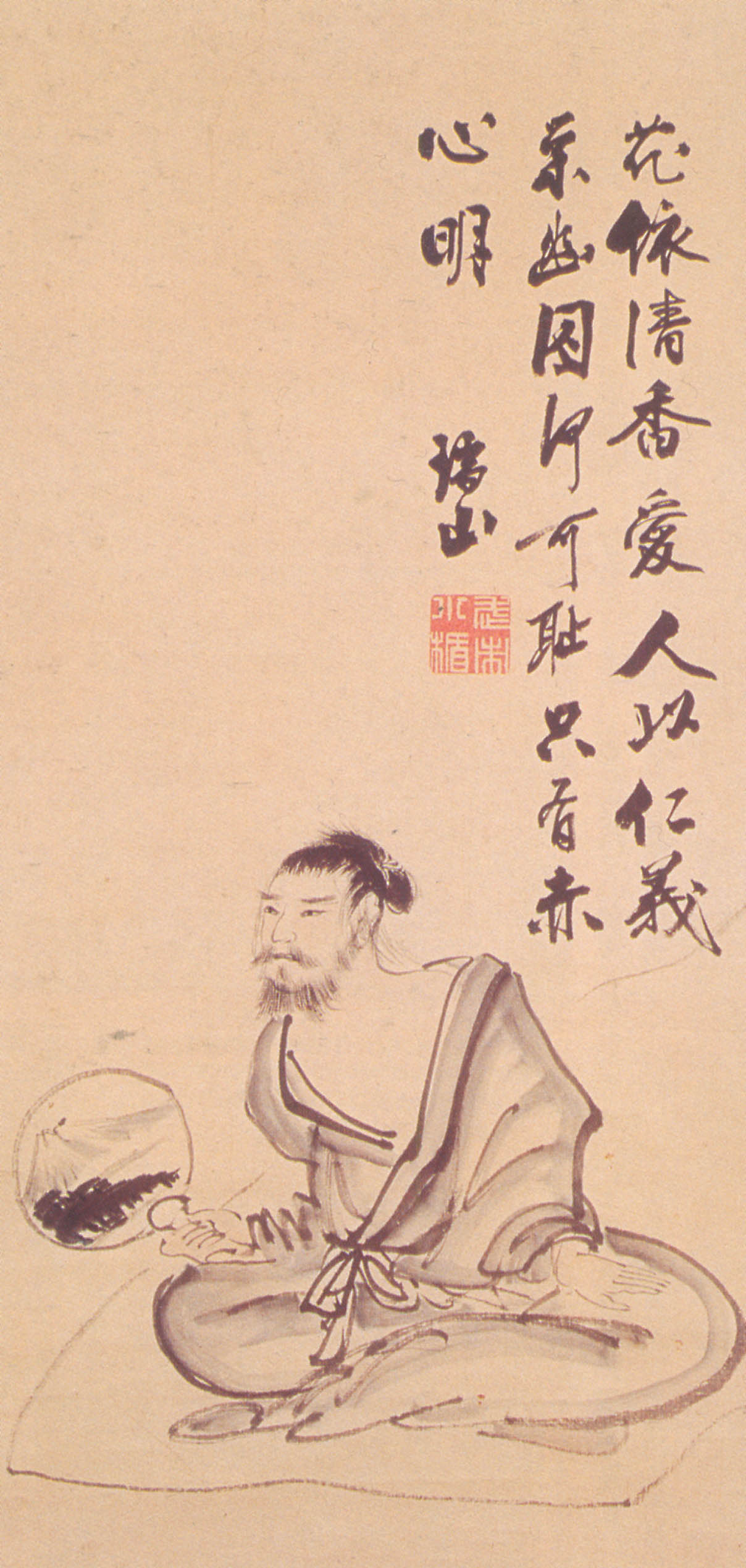
武市半平太

安政六年（1859年）九月二十日，龍馬正式進入砲術家德弘孝藏門下:131。萬延元年（1860年）三月三日早上，發生櫻田門外之變，時任幕府大老（即於非常時期所設之幕政最高行政首長）的井伊直弼於進入江戶城時，在櫻田門外被自水戶藩浪士17人、薩摩藩浪士1人暗殺:33。龍馬在三月十九日得知消息後，便向池內藏太說：「他們只不過是善盡為臣之責罷了，我們日後要做的事一定不得了！」:33。
同年七月，武市半平太為鑽研劍術隨岡田以藏遊歷九州:35。
文久元年（1861年）三月三日，爆發永福寺事件，龍馬也一同前往池田虎之進之宅邸:131。事件造成上士及下士之間十分激烈的對立，起因於身為上士的山田廣衛於酒宴結束歸邸途中，與下士身分的中平忠次郎發生衝突，結果是山田將中平斬殺於地，從目擊者處得知此一消息的忠次郎兄長池田寅之進在氣憤之下提刀前往現場，將仍逗留於該處的山田、以及與山田同行的益永繁齋一併殺死。事件發生的第二天，有許多上士聚集在山田家中，同樣地，下士們則是聚集於池田寅之進的家中，雙方氣氛劍拔弩張，對決一觸即發。眼看著事件即將發展成上士與下士之間的全面戰爭，為了不讓大家受到波及，在旁人的建議之下，最後事件是以池田寅之進切腹自殺收場。
文久元年四月，武市半平太以劍術修行之名出發前往江戶:35。土佐藩士大石彌太郎向武市表示勤王倒幕是當務之急:35。八月:131，武市與薩摩藩之樺山三圓、長州藩之久坂玄瑞等人討論三藩結盟話題，組成土佐勤王黨:35。盟約書上總共有192人歃血為盟:56。九月:131，武市返回土佐招募同志，龍馬以血書署名:35。九月，龍馬加入土佐勤王黨:49，成為第九位成員:131。武市成立土佐勤王黨，希望運用其在藩內勢力，影響上任藩主山內容堂的政策意向，傾向尊王攘夷。
自土佐勤王黨成立以來，武市不只一次向藩內就薩長兩藩之情勢提出說明，主張土佐藩亦應跟進，成為尊王運動的助力之一；但由於當時藩政由參政吉田東洋為首的上士集團主導，而以「公武合體」（亦即主張朝廷與幕府之間應設法和解共生，和宮下嫁十四代將軍家茂即為此一政策的實現之一）為藩論主要方針，故土佐勤王黨及武市的尊王攘夷主張一直未得到藩內的青睞，直到文久二年（1862年）四月吉田東洋被暗殺（被認為是土佐勤王黨所為）後，武市始成功將土佐藩藩論轉向尊王攘夷。

### 決心脫藩
文久元年（1861年）十月，龍馬獲頒《小栗流和兵法三箇條》:131。十月十一日，龍馬獲准前往讚岐丸龜藩接受劍術訓練:131。十一月，劍術詮議期滿，龍馬提出延長到隔年二月之申請:144。在成為勝海舟門生前之文久二年一月，龍馬曾受武市半平太之託赴訪走訪長州，在長州停留十天中於藩校表演劍術，就此與長州藩結緣:29。武市半平太委託龍馬將書信送給長州的久坂玄瑞；玄瑞對龍馬闡述藩論及政治情勢等話題，提到「在斤斤計較土佐或長州的時候，國家就要滅亡了。徒領高祿的武士不可靠，派得上用場的是草莽志士們」:68。龍馬被武市派去各地收集情報:36，前往讚岐丸龜藩途中借宿田中良助家，並向對方借用了2兩:131。在丸龜藩修畢劍術後，他把限期延長，渡過瀨戶內海，前往安芸國坊之砂:36。
文久二年（1862年）一月十四日，龍馬前往萩與長州藩士久坂玄瑞會面:132。一月十五日，龍馬與久坂玄瑞當面交談並將武市瑞山親筆信轉交給對方:132。武市想託長州藩攘夷思想者久坂幫他開導龍馬:36。一月二十三日，受久坂玄瑞之託，龍馬帶著對方給武市半平太回信離開萩:132。二月二十九日，龍馬返抵土佐:132。薩摩藩代表島津久光率領1,000名士兵赴京都（上洛），以武力迫使幕府政治改革:34。消息傳到土佐，有感於土佐藩裹足不前，感到挫折的勤王黨有部份逐漸興起脫藩前往京都參與薩摩藩舉兵上洛勤王。所謂脫藩，即脫離藩籍而單方面不再受原有主從關係的拘束，其背後代表的常常不僅僅是脫藩者個人成為無所附驪的浪人以及藩內的罪犯，更有可能導致仍留在藩內的家族親友因連坐而受到處罰。由於武市仍然抱著改變藩論以勤王的希望，故對於這種脫藩上洛的策略自始即抱持反對的態度，即使如此，仍無法阻止部份同志的陸續脫藩。比龍馬更早歸國之吉村虎太郎告訴武市半平太，應前進京都，脫離藩並且發起軍事行動，但遭到拒絕:34。在這個時期先後脫藩的還包括宮地宜藏、澤村惣之丞、那須信吾等人，而龍馬也於此時下定了決心脫藩。
龍馬長兄權平決定沒收龍馬佩刀，龍馬三姐乙女瞞著權平自倉庫中將坂本家名刀「土佐吉行」（原名「陸奧守吉行」）拿來給龍馬:44。文久二年的三月二十四日，龍馬與澤村惣之丞一起脫離土佐藩，到九州等地流浪:49。途中，兩人曾在那須信吾父子家中住幾天:68。兩人從土佐出發，越過伊予（愛媛），然後從大洲、長濱出去，從此地渡過瀨戶內海，長州（山口）近在咫尺:70。三月二十五日，哥哥向福岡家報告「龍馬昨夜起即下落不明」:132。三月二十七日，哥哥向福岡家報告「家族藏刀遺失」:132。三月二十八日，龍馬抵達上關:35。
四月一日:46，龍馬與澤村惣之丞抵達長州藩下關富商白石正一郎之處，得知吉村等人已出發前往京都。龍馬與澤村惣之丞在下關分頭後，獨自前往薩摩:132。四月八日，參政吉田東洋在土佐:132，突然遭土佐勤王黨之那須信吾、安岡嘉助和大石團藏擊斃，吉田東洋首級棄置在境川畔後，就脫藩逃離土佐:48。龍馬被懷疑是殺人犯:68。六月十一日，龍馬與澤村惣之丞在下關分頭後，二人再度於大阪會合:132。龍馬與在京都的澤村以及位於住吉的望月清平取得連繫，得知這一陣子時勢情報，如吉村虎太郎於四月二十三日之寺田屋事件中被捕而被遣送回國、吉田東洋遭土佐勤王黨3名成員暗殺:47。途中龍馬手頭吃緊，出售劍之緣頭，用手帕裹住劍頭繼續旅行:38。之後龍馬啟程前往京都，並在京都與土佐勤王黨之大石彌太郎相見:46。武市在土佐藩進行活動之信念至終未改；結果，龍馬與武市正式決裂:34。京都地區治安無法光靠京都所司代和京都町奉行來維持，幕府在七月新設京都守護職，負責強化治安和代表幕府與朝廷交涉，並於次月任命會津藩主松平容保為京都守護職:64。七月二十三日，龍馬在大阪與樋口真吉見面，並獲贈1兩:132。八月，龍馬抵達江戶:52。

### 師從海舟

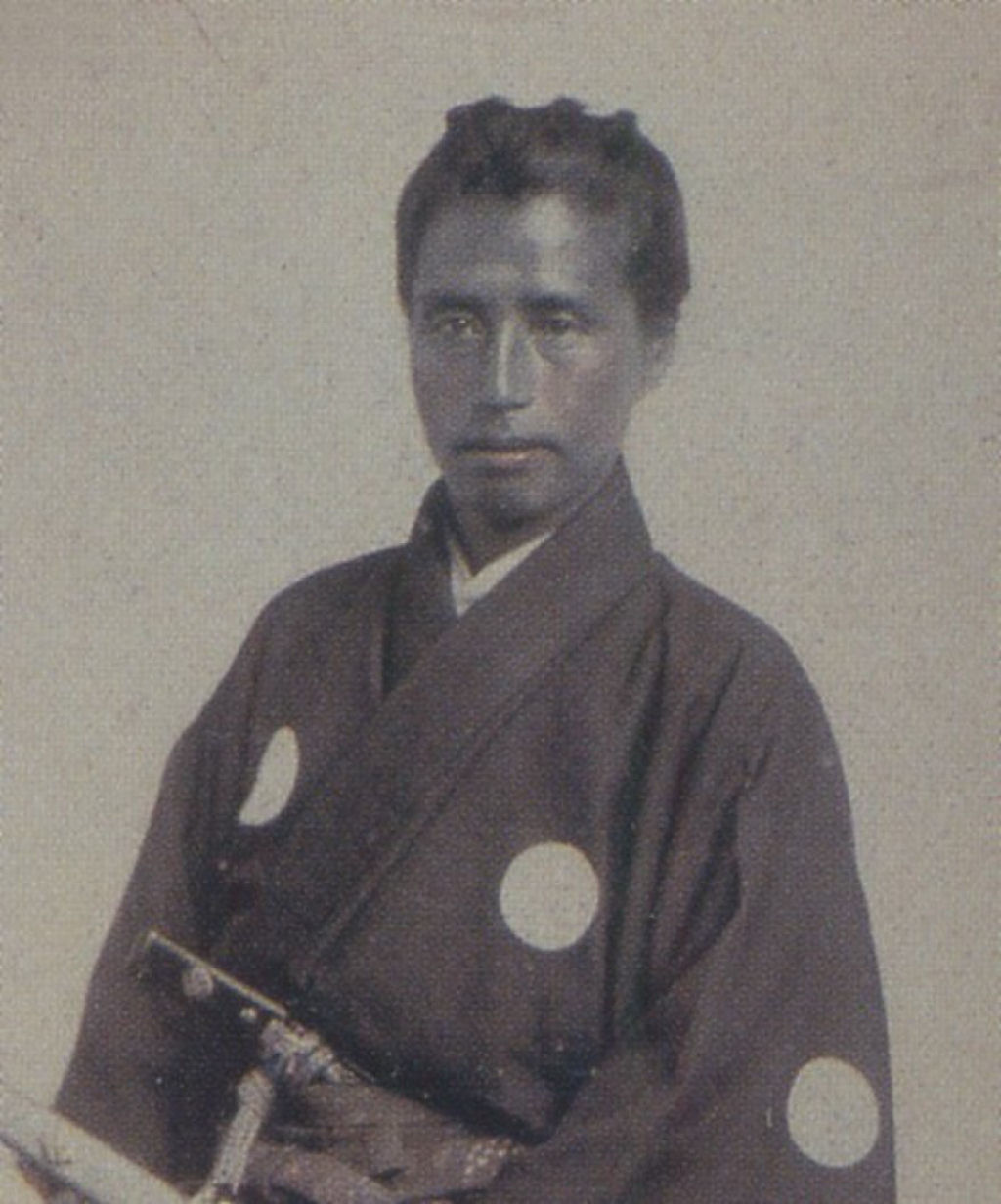
勝海舟

萬延元年（1860年）一月:131，勝海舟搭乘咸臨丸前往美國舊金山；在返抵浦賀港後，將他在美國見聞告知老中：「在美國，無論政府或民間，凡是地位高於他人者，其智慧也必定在人之上。我認為光是這一點就與我國大相逕庭。」:54
龍馬抵逹江戶後，據說於文久二年（1862年）閏八月二十二日:144，借宿千葉定吉道場:132。閏八月二十六日，與間崎哲馬見面:144。九月三十日，龍馬和土佐藩士福岡孝悌一起到京都拜訪久坂玄瑞，討論設置親兵的議題:132。十月左右:144，龍馬、近藤長次郎和門田為之助一起帶著松平春嶽介紹信去拜訪海舟:56，並自海舟口中認識開國論，結果三人都成為海舟門生:52。十月，勝海舟奉命擔任軍艦奉行:144。海舟對龍馬說：「要積極從事貿易，厚植國力，所以現在需要軍艦和船員。」:21十一月十二日，龍馬與高杉晉作、久坂玄端見面:144。十二月四日，龍馬前去拜訪福井藩邸，要求跟前福島藩主松平春嶽見面:59。十二月五日，龍馬與間崎哲馬、近藤長次郎等人謁見松平春嶽；十二月九日與門田為之助、近藤長次郎一起拜訪勝海舟:132，成為勝海舟門生:49。十二月二十九日，龍馬與千葉重太郎一同前往兵庫拜訪勝海舟:132。海舟是幕府中少數不屬於任何派系且思想不受拘束，再加上龍馬為求新發展不惜脫藩向外尋找自由，他們賦予所有懷抱熱誠之年輕人一個不問身份、自由學習並可參與建構新日本之理念:56。龍馬寫信給姊姊乙女說：「我現在已成為天下第一軍事學家勝麟太郎老師的門生，相當得到老師寵愛。」:59
文久三年（1863年）一月一日，龍馬奉勝海舟之命與千葉重太郎等人一起前往京都:144。一月八日，龍馬回到大坂勝海舟處:144。一月十三日，龍馬與勝海舟一同自兵庫搭乘幕府軍艦順動丸前往伊豆之下田港:132。一月十五日:132，順動丸因受風浪影響臨時停靠在下田港，而山內容堂搭乘大鵬丸剛好停泊在港內，於是海舟親自造訪容堂留宿之法福寺，請求對方赦免龍馬脫藩罪，容堂立刻答應，還說：「他們的事情就交給你了。可別再讓他們重蹈覆轍！」:53為留下證據，容堂在紙上畫一個葫蘆交給海舟，不久龍馬遭傳喚至京都土佐藩邸7天（一說是3天）禁閉刑罰，最後在二月二十五日正式被免除脫藩之罪:53。一月二十五日，龍馬與大久保一翁見面:144。二月二十五日，龍馬之脫藩之罪獲得赦免:49。二月，將軍德川家茂準備出發上京:64。
文久三年三月六日，在藩廳命令下，龍馬與安岡金馬一同接受航海訓練:132。三月二十日，龍馬寫信給乙女：「人生不如意十有八九。運氣不好的人，從公眾澡堂走出來瞬間，可能遭到睪丸突然被割致死的事件。和這種人相比，我們的運氣算是好的。換句話說，就算我們赴死亡的場所，也死不了。雖想死卻仍苟活。現在，我身為日本第一的人物、勝麟太郎先生的弟子，每天對想做的事都充滿幹勁。因此，我決定在四十歲以前，絕不歸返故鄉。我把這個想法告訴兄長，他最近心情大好，已獲他的許可。我力志為國家為天下盡力而為。請替我高興吧。敬筆 三月廿日 乙樣 龍」:158。
文久三年四月二日，龍馬到江戶訪視大久保一翁:49。四月三日，龍馬帶著大久保一翁之信前往京都拜訪松平春嶽:133。四月十日，龍馬在和歌山與勝海舟見面，交付大久保一翁書簡:144。四月十六日，龍馬與大久保一翁從大坂前往福井:144。四月二十日，德川家茂向眾臣宣告攘夷日期為五月十日:133。

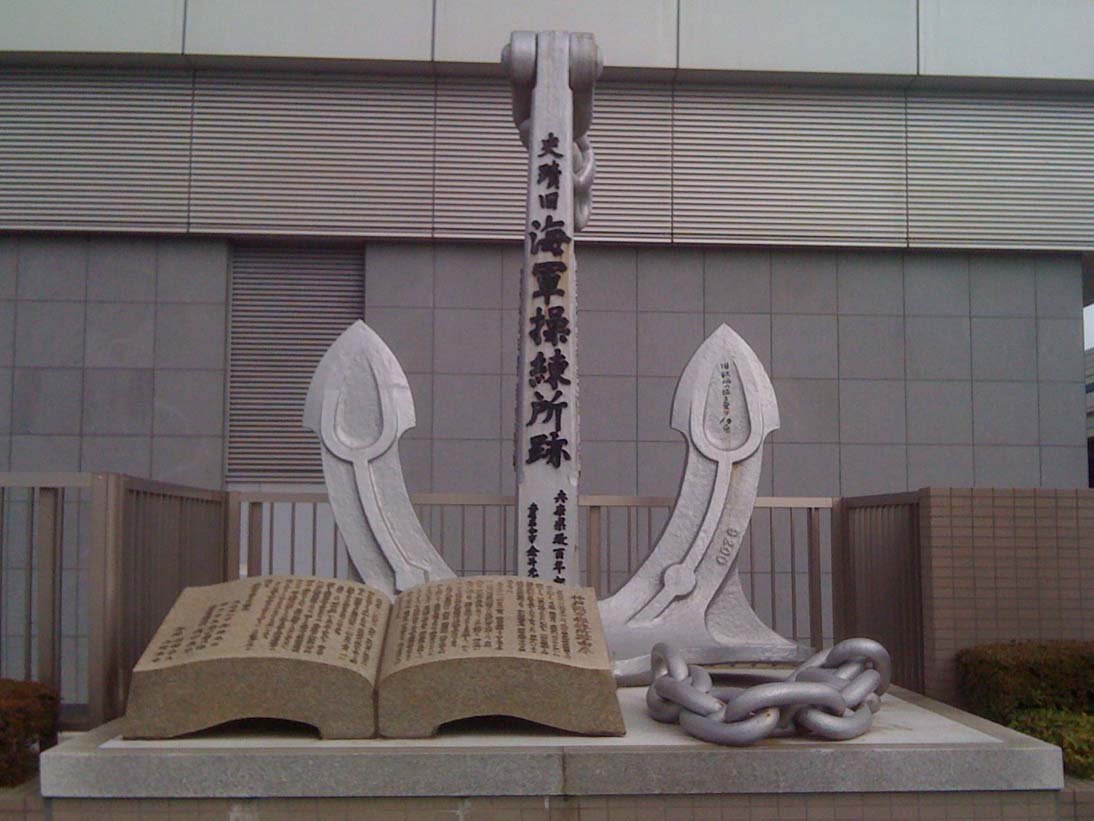
神戶海軍操練所紀念碑，位於神戶市中央區新港町的NTT Docomo神戶大樓旁

文久三年四月二十三日，德川家茂搭乘軍艦「順動丸」巡視攝海，勝海舟向其提出海軍建興策:133。四月二十四日，幕府決定在神戶成立海軍操練所:133。四月二十五、二十六日，姊小路公知搭乘軍艦順動丸，在勝海舟帶領下巡視攝海沿岸:133。五月，龍馬正奔走於籌建神戶海軍操練所:29。五月二日，龍以勝海舟使者身分前往大阪本願寺拜謁姊小路公知，並呈上蒸汽機縮圖等:133。五月十六日，龍馬出發前往越前福井藩，商借海軍塾之運用資金（在越前福井和橫井小楠、三岡八郎等人會面）:49，前往福井拜會松平春嶽:133。五月，龍馬前往越前福井拜訪三岡八郎，與他和橫井小楠展開三人會談，據說當時龍馬曾唱道：「寧為吾王犧牲性命也在所不惜，但此刻我卻滿心擔憂國家之前景。」:37龍馬並請對方贊助五千兩資金，不過實際上只取得一千兩左右資金援助:59。期間為評估將來海軍成立後，以海軍資源開拓北方之地的可能性，龍馬與同為土佐出身的塾生北添佶摩等人熱烈辯論，北添等人更於是年五月前往箱館（今北海道）等北地視察，龍馬後來更希望能夠將尊攘派志士的熱忱移轉到北海道開拓上，而不要浪費精力在諸如「天誅」等恐怖活動上，但一直沒辦法得到共鳴。六月二日，龍馬與勝海舟等人一起協助廣井磐之助報仇:144。六月二十八日:133，龍馬寫信給乙女稱：「……江戶的伙伴、旗本及諸侯們應同心協力，如在信裡所言，與幕府的官員們作戰打殺，日本一定要再革新一次。吾已向神發願。……」:45六月二十九日，龍馬前往京都福井藩邸拜訪村田巳三郎討論時勢，勝海舟贈其騎兵銃一把:144。
文久三年八月十三日，長州藩尊王攘夷派志士為攘夷親征取得由天皇親自出巡之大和行幸詔書:62。八月十八日，在京都發生日後稱為「八·一八政變」的事件，在公武合體派之薩摩藩和會津藩聯手削奪權力，將主張倒幕最力的長州藩遂出京都:29。長州攘夷派被公武合體派趕出京都，擁立幕府方是薩摩藩:48。八月十八日御前會議上決定延後大和行幸、禁止尊王攘夷派公卿參政和卸除長州藩御所警備任務:62。在土佐藩內，支持公武合體論之山內容堂被解除禁閉，並恢復藩主身份，重新接掌藩政:48。山內容堂認為，對於主導東洋暗殺、任意操控藩主豐範，並在背後干涉藩政之武市半太郎罪不可赦，旋即著手掃蕩土佐勤王黨:48。

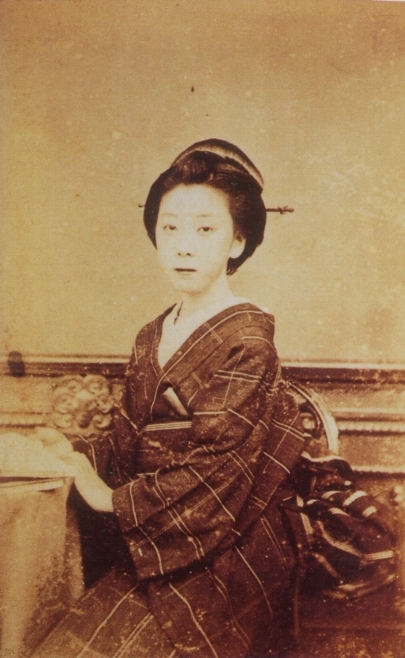
楢崎龍（阿龍）

文久三年十月，龍馬出任神戶海軍塾塾頭:133。十月二十八日，龍馬隨著勝海舟前往江戶:144。十二月六日，勝海舟為龍馬等人之召還令提出延期申請:133。十二月二十七日，德川家茂上洛，龍馬隨勝海舟前往:144。
文久四年（1864年）一月八日，龍馬隨勝海舟前往大坂:144。二月，改號為元治元年:96。元治元年二月，龍馬召還令之延期申請遭拒:133。二月十日，無視土佐藩歸國命令，龍馬再次脫藩:49。同日，龍馬隨同勝海舟奉命前往長崎出差:133。二月，海舟為代表幕府與英國、法國、荷蘭、美國交涉而前往長崎，龍馬也隨之同行:100。二月十九日，龍馬奉勝海舟之命拜訪熊本之橫井小楠:144。二月二十三日，龍馬在長崎停留，四月六日從長崎歸途再度拜訪熊本之橫井小楠，至四月十四日回到京都:144。五月，龍馬創建神戶海軍操練所:49。同月，龍馬與楢崎龍相遇:133。同年夏天，寺田屋老闆娘阿登勢把阿龍收為養女，龍馬極為信任阿登勢，甚至直接喚她為「老媽」:65。五月二十九日，幕府針對「神戶海軍操練所」之建設頒布詳細條款:133。

### 池田屋事件
元治元年六月二日，龍馬朝著江戶出發:144。六月五日，新選組襲擊「池田屋事件」:133。尊攘派志士計畫是「在風大的日子於御所（即天皇的居所）放火，然後乘著混亂將孝明天皇帶到長州」:96。新選組獲悉情報，開始尋找他們開會地點:96。由局長近藤勇及副長土方歲三帶隊，近藤沿著木屋町通、土方沿著鴨川東岸逐戶搜尋，近藤後來得到志士們在池田屋聚會的情報。最後由近藤勇、永倉新八、藤堂平助、沖田總司等數人找到開會場所「池田屋」後便一舉衝入襲擊:96。此事件後造成志士方面14人死亡，事後遭到牽連者多達24人，死者當中包含肥後的宮部鼎藏、長州的吉田稔磨、及龍馬友人·土佐的北添佶磨與望月龜彌太等。六月十七日，龍馬搭乘黑龍丸至下田，對勝海舟描述蝦夷開拓計畫:144。
七月十九日，龍馬與勝海舟一同搭乘觀光丸自神戶返航大阪，再沿著淀川而上:133。七月二十八日，龍馬搭乘幕艦翔鶴丸從大坂回到江戶:144。龍馬與阿龍在元治元年八月一日低調在青蓮院塔頭金藏寺完成結婚儀式，見證人為該寺住持智息院:67。八月，龍馬潛入伏見，將阿龍託付給寺田屋:144。八月三日，幕府下達第一次長州征伐令:133。八月中旬，龍馬在京都薩摩藩邸與西鄉吉之助面談:133。八月二十三日，龍馬從京都回到神戶，報告與西鄉面談結果:133，向勝海舟傳達京都情勢:144。九月:133，幕府軍艦奉行海舟決定拜訪第一次征伐征長總督參謀西鄉:68，在大阪會談:133，海舟對西鄉說：「幕府就快不行了。」:68接著更稱將來局勢必須實施共和政治，讓有實力諸藩都參與其中，而非無意義相互攻擊:68。西鄉決定以不訴諸武力方式結束第一次長州征伐，下令長州藩自行執行與「禁門之變」有關之三家老等人之切腹、死罪與處罰，以作為不再攻擊長州之條件:68。
元治元年十月二十一日，幕府令勝海舟返回江戶，海舟把龍馬等人之安危託付給薩摩藩，此後龍馬等人便銷聲匿跡:134。十一月左右，龍馬與澤村惣之丞一起潛伏江戶:144。海舟自從得知自己將被召回江戶後，便在顧慮到龍馬等人安全下，將他們託付給薩摩藩家老小松帶刀:80。身為軍艦奉行之海舟在一月即遭罷免:58，神戶海軍操練所也在慶應元年（1865年）三月十二日正式廢止:134。

### 龜山社中

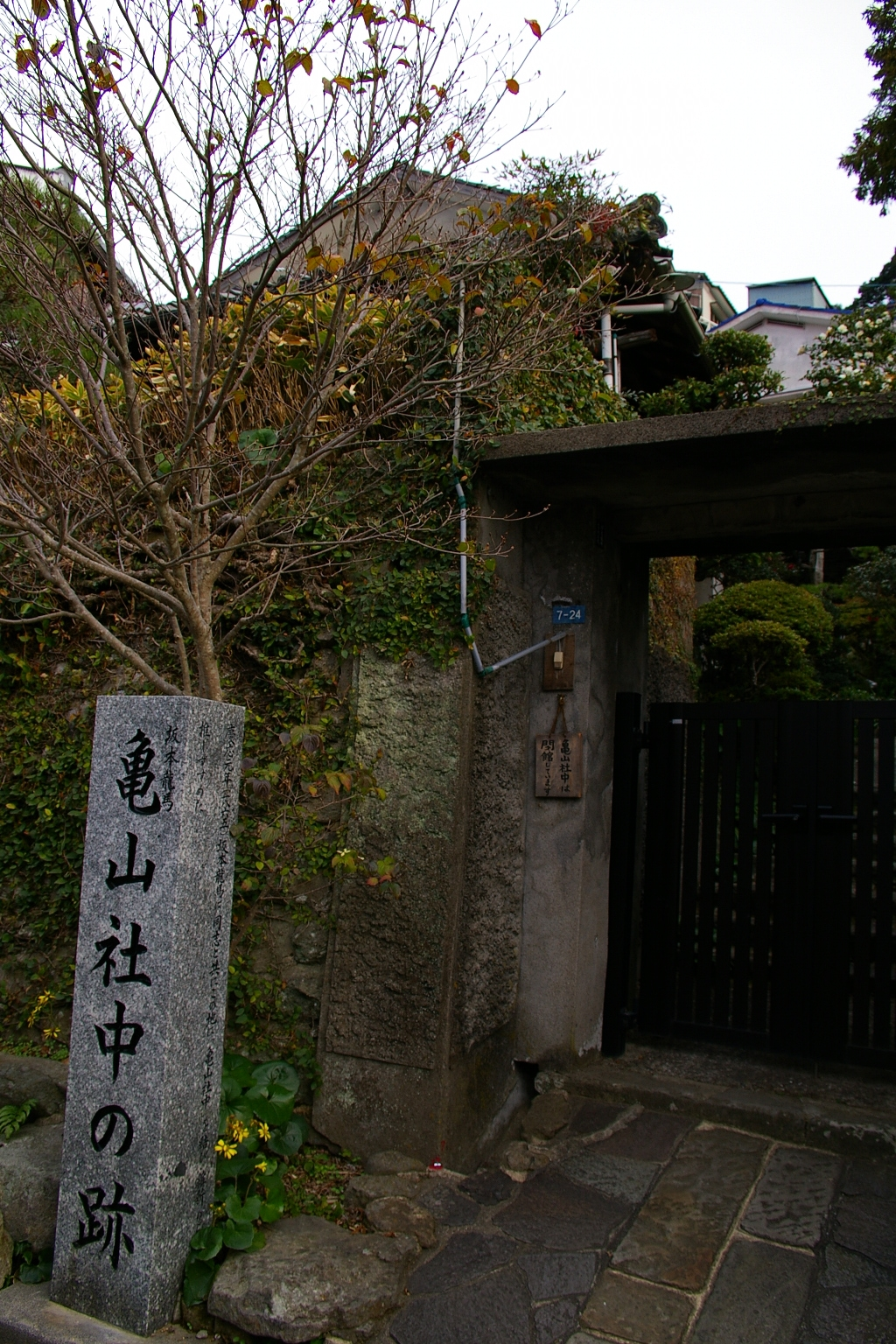
龜山社中的古蹟（長崎市）

慶應元年（1865年）二月，薩摩藩在薩長交易中自長州藩進口稻米:88。三月十二日，幕府廢除神戶海軍操練所:144。四月，龍馬隨西鄉吉之助離開京都、前往鹿兒島:49。四月五日，龍馬與土方久元見面:144。薩摩藩家老小松帶刀正好在此時注意龍馬等人海軍實力，向他們伸出援手:74。透過小松帶刀，龍馬認識湯瑪士·葛洛佛、五代才助等人:112。四月二十二日，龍馬前往鹿兒島，與西鄉隆盛等人從大坂出帆:144。龍馬一行人隨著西鄉與小松一起搭上薩摩藩之蝴蝶丸蒸氣船，在四月二十五日從大阪出發前往薩摩，同行者還有近藤長次郎、高松太郎、澤村總之丞和新宮馬之助等後來的龜山社中成員們:74。小松對龍馬提出「我將薩摩藩的名義借予你」，而交換條件則是龍馬必須「提供操船的人材」:112。蝴蝶丸於五月一日抵達鹿兒島:74。五月一日，龍馬在西鄉邸、小松帶刀邸停留，討論薩長和解提案:144。龍馬在鹿兒島頭兩週，為社中成立事情忙得不可開交，接著在五月十六日當天離開鹿兒島，展開薩長同盟計劃:86。五月十二日，幕府下令第二次討伐長州:144。五月十九日，龍馬前往熊本、沼山津拜訪橫井小楠；五月二十四日，在太宰府謁見三條實美等五卿； 五月二十七日，在太宰府謁見五卿，遊說薩長和解:145。五月二十八日龍馬與小田村等人從太宰府出發，並於閏五月一日自筑前黑崎進入下關:86。閏五月五日，龍馬在下關之白石正一郎邸與土方久元會談:145。閏五月十一日，武市半平太切腹:145。閏五月二十九日，龍馬與中岡慎太郎一同前往京都說服西鄉隆盛:145。
英國商人哥拉巴在長崎經營之貿易公司，透過小松帶刀介紹，與薩摩藩有生意往來:61。閏五月，龍馬在長崎成立「龜山社中」:49，並展開商社活動:134。龜山社中直接從哥拉巴商會購買武器和船隻，運輸至長州藩:61。在龜山社中裡，薪水一律是一個月三兩二分，由薩摩藩來給付:112。龜山社中最初成立目的是薩摩藩希望借助成員航海技術，與外國通商或協助運送物資，但後來工作似乎多以支援龍馬行動，和接洽薩摩藩與長州藩間為合作運輸武器或軍糧為主:82。為方便商賈，龍馬在長崎小曾根英四郎家、下關伊藤助太夫家及京都酢屋設置辦事處。
成立龜山社中，除著眼於商業活動以賺取利潤外，也有協助當時水火不容的薩長兩藩和解的目的，最終成立薩長同盟。由於當時各藩與外國的交易均須幕府同意，而長州藩倒幕急先鋒的立場，使幕府全面禁止長州藩的武器彈藥類貨物等交易，導致長州難以獲得現代化的軍事武裝；另外，薩摩藩因連年支持幕府不斷鎮壓攘夷人士及對長州的軍事行動，而陷入財政危機，且向來為籌措短缺的糧食用米感到十分苦惱。此時龍馬提出以薩摩藩之名義購入武器，再祕密轉賣給長州藩；而長州則回饋薩摩所缺少的食糧用米作為回報。慶應元年（1865年）七月二十日日，伊藤俊輔、井上聞多為購買武器前往龜山社中:91。十月，龍馬從鹿兒島進入山口與長州藩交涉，並在十一月告知西鄉自己有辦法取得稻米:88。龜山社中的成員及船隻負責，則實際執行交易接洽及貨物運送。由於策略解決兩藩危機，成為薩長和解的契機。以薩摩藩名義替長州所購置的武器當中，更包含於慶應二年（1866年）交付給長州的英國製木造蒸氣船「乙丑丸」，在第二次長州征討中大顯身手。

### 薩長同盟

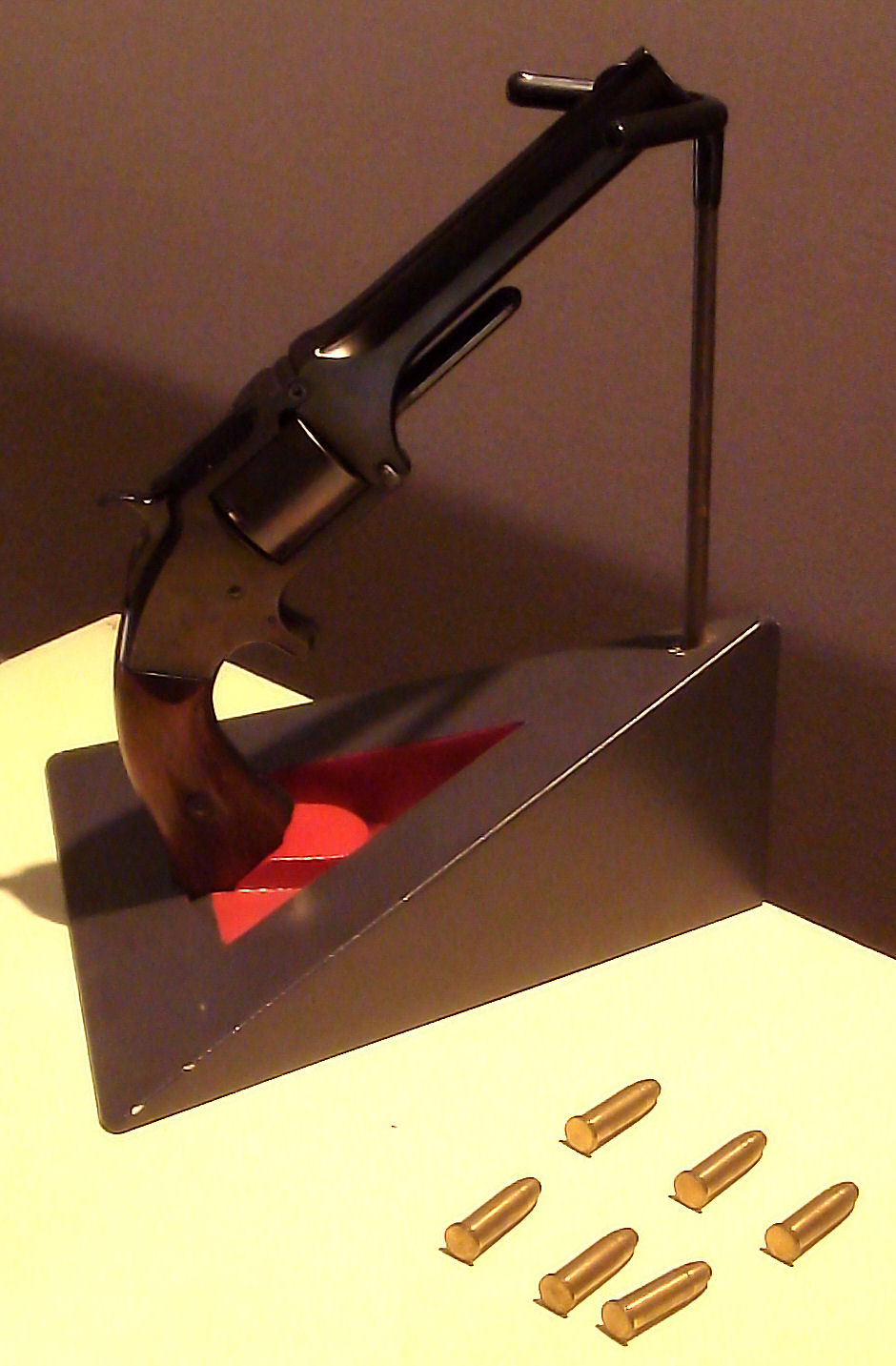
寺田屋事件的時候 龍馬使用了S&W No.2

元治元年（1864年）七月十八日至十九日，京都爆發蛤御門之變:133。下關戰爭:133——長州藩毫無退縮之意並堅持攘夷，在元治元年八月五日遭到英、美、法、荷四國艦隊聯手砲擊下關:60。自從蛤御門之變以來，長州對薩摩、會津不滿與日俱增，有人甚至會在木屐寫上「薩賊會奸」四字，以腳來踐踏洩憤:88。

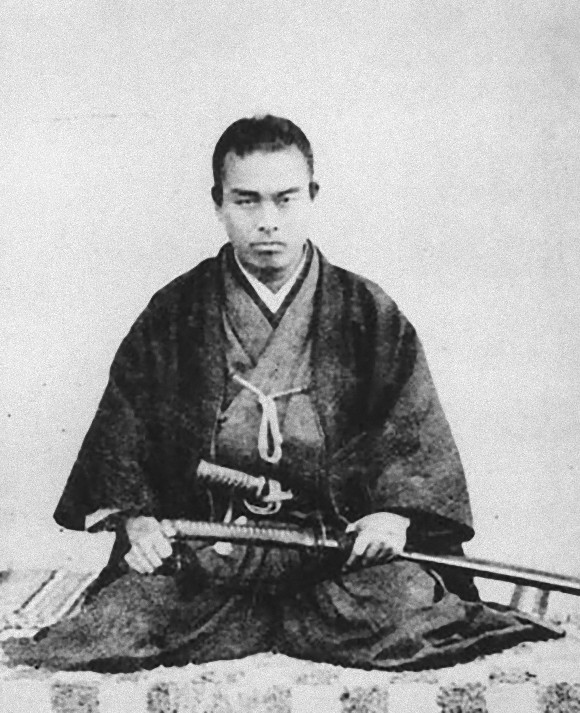
中岡慎太郎

慶應元年（1865年）四月，西鄉吉之助與小松帶刀回去薩摩時，龍馬也隨他們一同前往，並乘機向小松帶刀提出「薩長同盟」:112。五月，中岡、龍馬、桂小五郎、伊藤博文、井上聞馨密談，決定五萬兩買下聯合號，取名為「櫻島丸」:124。龍馬到下關後，在慶應元年閏五月六日說服桂小五郎接受薩長同盟案，並與土方楠左衛門和中岡慎太郎合作，為桂小五郎與西鄉吉久助安排薩長會談:86。閏五月六日，龍馬在下關與土方楠左衛門、桂小五郎和時田少輔面談:134。然而到了閏五月二十一日，只見到中岡獨自一人前來，一路隨中岡從鹿兒島搭乘蝴蝶太前來之西鄉，因臨時有事不便前往下關，便在佐賀關轉向前往京都:86。桂聽中岡解釋後大怒，龍馬與中岡只好立刻向桂道歉，並答應他會不損長州顏面與薩摩藩交涉:86。龍馬向桂小五郎說明和解之必要:59。桂小五郎提出再度會談之附加條件：由薩摩藩出面申請和議，出借名義購買武器與軍艦:60。閏五月二十九日，為說服西鄉，龍馬偕同中岡前往京都:91。六月二十四日，龍馬在京都薩摩藩邸與西鄉見面，向其提出代長州藩購買武器之違約補償建議:91，並要求對方以薩摩藩名義代替長州藩購買蒸氣船和武器:134。龍馬並向西鄉請求「借用薩摩的名義」，龍馬打算以薩摩名義購入武器，然後再將武器走私到長州，小松帶刀也同意:118。龍馬在七月安排長州伊藤博文、井上馨與近藤長次郎碰面，長次郎再將他們介紹給小松帶刀認識，然後在竹內向葛洛佛買武器，運進下關:118。
八月，龍馬開始以薩摩名義購入武器，再走私轉賣到長州:122。九月，英、美、法、荷四國公使，要求批准條約與兵庫開港:145。九月二十一日，准許再度討伐長州:145。九月二十九日，龍馬在周防上關上岸:145。十月，龍馬在下關與桂小五郎會談，並建議對方上京:134。十月三日，受西鄉隆盛之託，與長州藩斡旋兵糧米之供應:145。十月四日，龍馬與松原音三、小田村素太郎和廣澤真臣面談，並獲得對方同意提供兵糧米給藩摩:134。為答謝薩摩藩出借名義購買武器軍艦，長州藩接受龍馬建議，決定捐贈500俵米給薩摩藩做謝禮:68。薩摩藩雖然高興獲得軍糧，卻對長州藩有戒心，遂歸還米糧:68。長州藩不接受歸還，龍馬於是接受米糧:68。十月五日，批准安政五國條約:145。十月十八日，長州藩以薩摩藩名義向葛洛佛購買聯合號，並命名為櫻島丸:145。十月二十一日:124，龍馬與桂小五郎在下關等著西鄉到來，結果只有中岡慎太郎一人前來，西鄉要先上京向朝廷表達意見，直接朝京都前往:118。十一月七日，幕府下令諸藩出兵長州:134。在美國南北戰爭結束後，全世界武器市場出現「武器過剩的現象」，而武器後來都流向日本:122。十一月二十四日，龍馬在大坂前往下關:145。十二月十四日，龍馬在下關與長州藩士中島四郎締結「櫻島丸改定條約」:145。
慶應二年（1866年）一月一日，印藤聿將長府藩士三吉慎藏介紹給龍馬:145。一月上旬，龍馬在下關與高杉晉作會談，並受贈一把寫有送別涵意漢詩之扇子和一把手槍:134。為締結薩長同盟，長州藩代表桂小五郎在一月八日被帶到薩摩藩京都藩邸，預定與西鄉會面:35。一月十日，龍馬與三吉慎藏一同出發前往京都:134。桂小五郎在等十多天後，卻還遲遲等不到對方回應:35。一月十八日，龍馬抵達大阪，當夜拜訪大久保一翁，對方要龍馬注意己身之危險處境:135。龍馬於一月十九日抵達京都:90，入住伏見寺田屋:145。當龍馬在一月二十日抵達薩摩藩邸時，原以為雙方早已依約結為同盟，不料兩藩卻還在原地踏步:35。龍馬得知薩長尚未締結同盟後，出面請求西鄉等人與桂小五郎當面對談:135。龍馬詢問桂小五郎，桂小五郎回答龍馬說：「長州絕對不能先低頭，我打算明天就回長州。如此一來，我們長州準備戰到燒成焦土為止。之後，薩摩靠自己決定日本的將來就好」:126。龍馬聽後勸阻桂「別說那種話，再耐心等等」，接著便在一月二十二日晚上前往西鄉住處:126。龍馬深入瞭解桂小五郎後，立刻前去西鄉談判，怒斥西鄉不該為面子問題而放棄機會，應該要展現出氣度才能達成目標:35。於是西鄉出面向桂小五郎致歉，並且在一月二十二日（另有一說為一月二十一日）締結薩長同盟:35。最後龍馬讓西鄉與小松帶刀、桂小五郎等見面，自己則在一旁與會，締造「薩長同盟」:126。一月二十二日，在桂小五郎之送別會中，龍馬與西鄉、小松帶刀一同出席:135。同盟內容：長州若與幕府交戰，薩摩將派兩千名士兵前往京都，一千名士兵前往大坂支援；如果長州在戰爭中戰勝，薩摩將向朝廷進勸，為長州洗脫冤罪；長州若瀕臨戰敗，薩摩將在半年至一年期間，挺身協助；幕府軍如果返回江戶，薩摩將向朝廷進勸，以洗脫長州的冤罪；如果一橋、會津、桑名等藩防礙薩摩斡旋，將宣佈開戰；長州一旦獲得洗刷冤屈，兩藩將同心協力為日本效命:63。一月二十三日桂小五郎交給龍馬的信，龍馬於二月五日在背面用紅筆加註:135，最後寫上「龍」字:35：「表書列示之六條盟約，係由小西兩氏、老兄（指桂小五郎）和龍同席討論之結果，與事實毫無相背之處。僅以此流傳後世，並在神明見證下，誓言永不更弦易轍。丙寅 二月五日」:89。

### 寺田屋遇襲

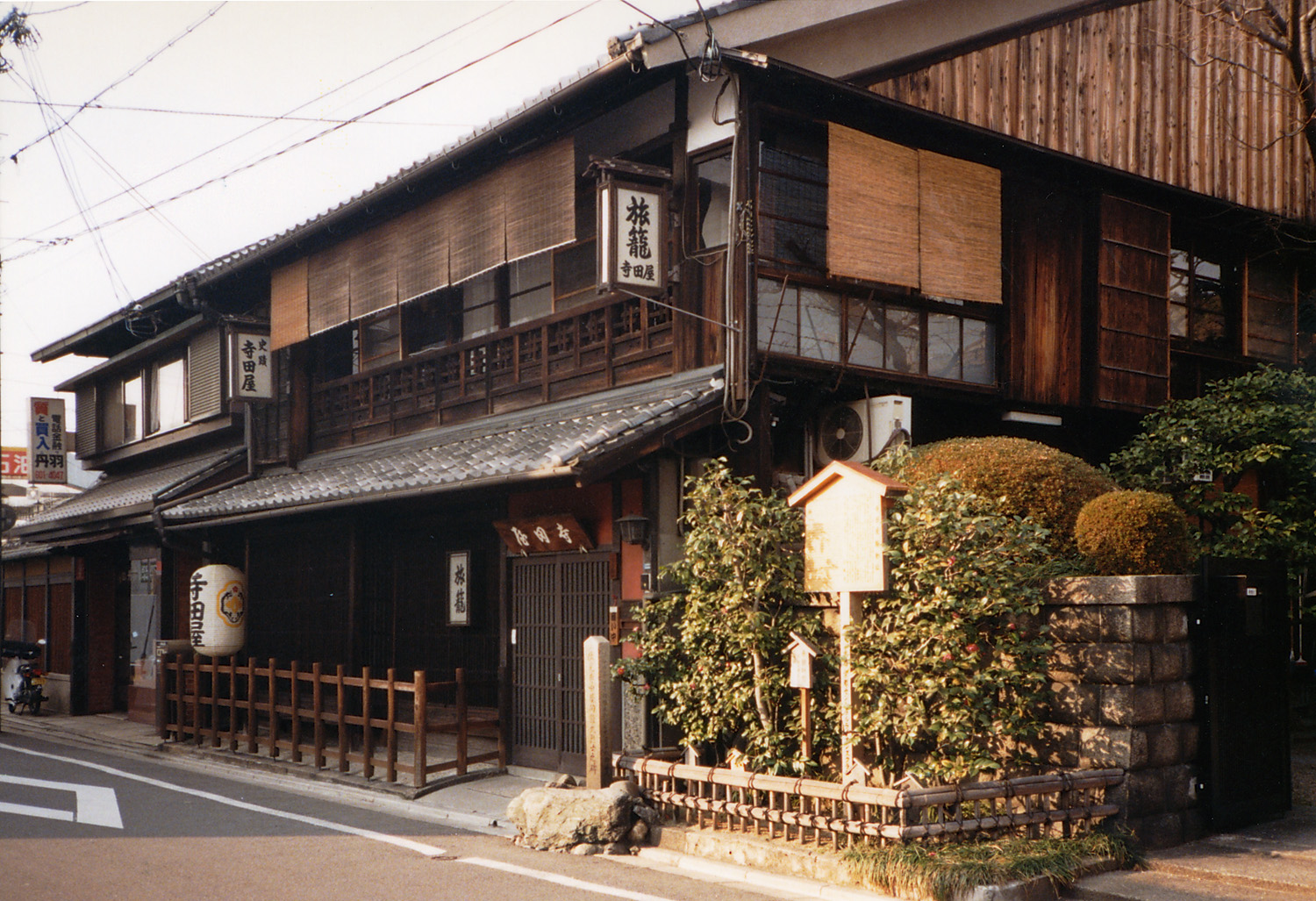
京都伏見的寺田屋，坂本龍馬在京都時經常住宿的地方

然而薩長同盟會面的消息洩漏了出去，就在同盟簽約之後的慶應二年（1866年）一月二十三日，當晚龍馬返回寺田屋:135。龍馬與長州的三吉慎藏一同入京，然後於寺田屋舉杯慶祝:128。
龍馬在寺田屋遭伏見奉行所捕吏襲擊而受傷:145。一月二十四日，龍馬在寺田屋遇襲:49。凌晨兩點左右，林肥後守等伏見奉行所的捕快們上來盤查旅客，三吉察覺外面氣氛有異；當捕快正打算衝進屋內時，龍馬的戀人楢崎龍全裸衝進龍馬房間大喊「龍馬！快逃……」:128。寺田屋被伏見奉行所之捕役包圍:135。龍馬急忙配起刀，手持高杉晉作相贈的六連發手槍，三吉也拿起長槍（矛）與捕快們對戰:128。由於寺田屋的天花板很低，導致捕快們的武士刀不易施展。龍馬右手大姆指根部被砍傷，左手大姆指筯切斷，左手食指根部關節也被砍傷:94。龍馬在混戰之中，左右手之拇指和左手之食指都被砍傷:40。龍馬只好丟下手槍，與三吉一起從後階梯逃出:92。兩人在黑暗中沿著河岸一路逃亡，負傷的龍馬躲在木材場的架子上，三吉則偽裝成旅人，逃往伏見薩摩藩邸:49。緊急通報龍馬後，阿龍獨自一人跑進薩摩藩邸:64。藩邸雖已在阿龍通知下得知此事，但直到三吉通報龍馬所在位置後，薩摩藩才趕去救援:92。接到三吉緊急通報，藩邸立即派出約60人前往援救:63。一月三十日，龍馬與阿龍一起移動至京都之薩摩藩邸接受西鄉庇護:135。時代紛亂不僅使龍馬努力化為泡影，更一次次奪走新生力量:42。
二月六日，龍馬寫信向桂小五郎報告寺田屋事件:135。為了治療被砍傷的左手，在西鄉的建議下龍馬決定前往霧島山的鹽浸溫泉休養，慶應二年（1866年）二月，龍馬和阿龍結婚:49。龍馬和阿龍兩人結婚與西鄉等人一同搭船前往鹿兒島:41。三月，和西鄉等人一同返回薩摩，阿龍也一起同行:49。三月四日，龍馬與阿龍一起從大坂出航前往鹿兒島:145。三月十日，龍馬與阿龍一起搭乘三邦丸抵達鹿兒島，二人在「茶會」旅館過夜:135。二人暫居小松帶刀邸，不久移居到吉井幸輔邸，是二人蜜月旅行:145。三月十六日，龍馬和阿龍從前之濱搭乘帆船出發，抵達濱之市港，在日當山溫泉過夜:95。三月二十日，以薩摩藩名義購買瓦爾菲弗號，借給龜山社中:145。三月二十九日，登上霧島高千穗峰，並前往霧島神社:95。四月一日，在鹽浸溫泉過夜:95。四月八日，在日當山溫泉過夜:95。這次旅行也被認為是日本首例之蜜月旅行，但事實上小松帶刀的蜜月旅行早了十年。
四月十四日，龍馬參觀薩摩藩開成所，強調海軍之重要:145。五月二日，瓦爾菲弗號遇難，池內藏太等12名龜山社中成員死亡:145。五月初，長州給薩摩之米穀送抵鹿兒島:145。五月十三日，與英、美、法、荷簽訂改稅約書:145。
六月二日，龍馬與阿龍一起搭上櫻島丸，離開鹿兒島:145。六月上旬，龍馬將阿龍託付給長崎之小曾根英四郎別邸:145。六月七日，第二次討伐長州開戰:145。幕府派出約10萬名軍力攻打長州，薩摩藩以「這是幕府個人的戰爭」為由:69，基於「薩長同盟」拒絕出兵:68。六月十五日，櫻島丸離開長崎:145。六月十六日，櫻島丸改名為乙丑丸，隸屬長州藩海軍局，龜山社中也納入海軍總督高杉晉作指揮之下:145。六月十七日，乙丑丸砲擊田之浦，龍馬與高杉晉作一同參戰（也有一說是觀戰）:145。六月十八日，龍馬便協助高杉砲擊門司、田之浦幕府軍:136。六月二十日，龍馬與高杉晉作會談:145。戰況時好時壞:68。七月二十日，德川家茂在大阪城因腳氣病去世:140，幕府決定撤退:68。八月二十一日，幕府因將軍去世而下達停止討伐長州之命令:145。十月二十八日:145，龜山社中因薩摩藩之擔保，購買帆船（大極丸）:71。雖然企圖藉開發蝦夷地資源獲利，但因無人支援而挫敗，無法付錢購買帆船:71。十一月下旬，龍馬企劃與九州諸藩交好之商社，五代才助與長州藩士廣澤兵助製作馬關商社議定書:145。但因長州覺得為難而取消:71。十二月上旬，在山口將桂小五郎介紹土佐藩探索方溝淵廣之丞，龍馬企圖復興長土二藩:145。十一月五日，一橋慶喜成為第十五代將軍:145。十二月二十五日，孝明天皇駕崩:145。

### 海援隊長

海援隊旗（二曳）

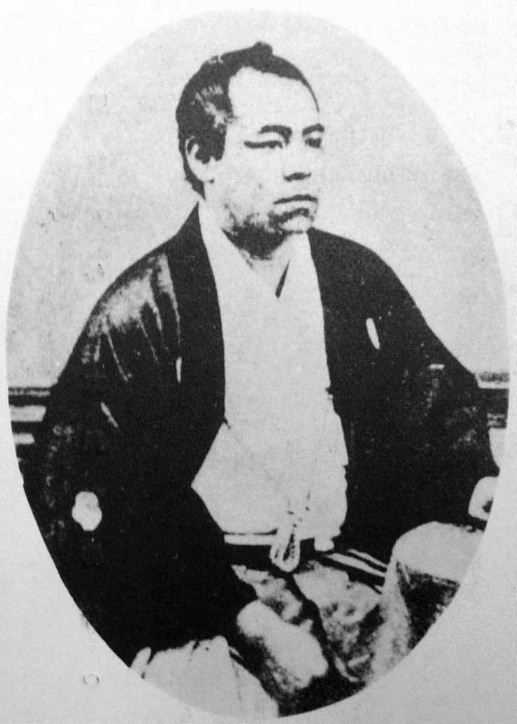
後藤象二郎

土佐藩參政後藤象二郎與福岡孝弟兩人在藩內組織「海援隊」及「陸援隊」:146。龍馬在長崎接到後藤象二郎提議會面，後藤來到長崎事務所（土佐商會）:72。慶應三年（1867年）一月九日，明治天皇繼位:145。一月十三日（一說一月十二日），在土佐商會松井周助和土佐藩溝淵廣之丞引見下:135，龍馬與土佐藩後藤象二郎在長崎榎津町清風亭會面:96。二月，龍馬取得第二次脫藩赦免令:98。二月十日，龍馬在阿龍陪伴下回到下關，之後居住在伊藤助太夫邸別館:145。三月，「海援隊」正式組成:146。龍馬與象二郎在清風亭會談結束後，將龜山社中贊助者改成土佐藩，公司名稱從此改稱為海援隊:33。「海援隊」意指土佐藩希望獲得「來自海上的支援」；除從事海運與貿易，也出版英語入門、宗教、藩論等書籍，私塾也在學習政治學和航海技術等方面發揮效益:73。四月上旬，龍馬脫藩罪獲得赦免:145。四月，龍馬被任命為海援隊隊長:135。同月，起草《海援隊約規》:135：「①不論出身。即使是脫藩者，只要對海外事務感興趣，也能加入，支援土佐藩是其主要事業。②隊內一切事務都委任隊長（龍馬）處理，並絕對遵從。③面對困難時，相互合作，嚴禁獨斷獨行從事激烈行動、結黨佐派、妨礙他人等。④配合本人的志向，學習政治學、航海技術、語學等，不得怠惰。⑤隊上所需需費用自行設法籌備。經費不足時，由土佐商會給付。」:73。四月十四日，高杉晉作去世:145。海援隊經營目的是運輸、謀利、開拓、投資以及支援土佐藩等:98。七月，中岡慎太郎「陸援隊」也開始運作:146。七月六日，長崎發生伊卡洛斯（殺害兩個英國水手）事件，海援隊遭懷疑:145。
為進行海運事業，海援隊向伊予大洲藩租用蒸汽船「伊呂波丸」:146。四月十九日，由海援隊駕駛之伊呂波丸自長崎港出航:136。在海援隊成立之初，發生了「伊呂波丸事件」，伊呂波丸是海援隊向大洲藩籍船主所商借的蒸氣船，於慶應三年四月二十三日晚上在瀨戶內海與紀州藩的明光丸發生衝撞，由於明光丸體積較伊呂波丸龐大許多，導致伊呂波丸最後終致沈沒:49。四月二十四日，龍馬自鞆港上岸後，在魚屋萬藏家與明光丸之人針對事故責任談判；四月二十九日，龍馬乘船前往下關:136。海援隊失去船隻及運載貨物，要求賠償金；紀州藩找藉口推拖沒有責任；土佐藩依據「萬國公法」，參照海外判例，指責紀州:74。龍馬以日本史上從無異國船相撞先例為由，稱審判應採「萬國公法」（即日本對國際公法的舊稱）作為裁決依據，並安排長崎丸山之藝妓們向長崎人宣傳：「撞沉了我的船，就要付出代價，不肯賠錢的話，就拿國家來償」，使海援隊受到輿論同情:100。五月二十一日，板垣、中岡、西鄉在京都訂定討幕密約:145。五月二十三日，准許兵庫開港，五月鹿兒島紡績所開始操業:145。五月二十八日，龍馬請五代才助協助調停伊呂波丸事件；五月二十九日，龍馬寫信給小谷耕藏和渡邊剛八，通知他們伊呂波丸事件之談判已完成:136。後來紀州藩代表請求薩摩藩五代才助出面調停，五代讓紀州藩接受支付八萬四千兩（後減少至七萬兩）賠償金給海援隊:100。其中還給大洲藩四萬二千五百兩後，海援隊則私下收下「一萬五千三百四十五兩的賠償金」:148。十一月七日，紀州藩支付七萬兩給土佐藩，龍馬則在八天之後被殺:148。
以下傳聞據說由當時在場的陸奧陽之助所證實。大政奉還後，據說龍馬和戶田在近江屋內起草一份《新官制擬定書》，其中還出現小松、西鄉、大久保、桂和後藤等人名字，曾有傳聞指出西鄉在看過擬定書後，問起龍馬為何沒有他自己的名字，龍馬回答：「這個嘛，我搞不好會組織一個世界的海援隊吧！」:114其實，龍馬與西鄉兩人在大政奉還後並未見過面:114。

### 船中八策

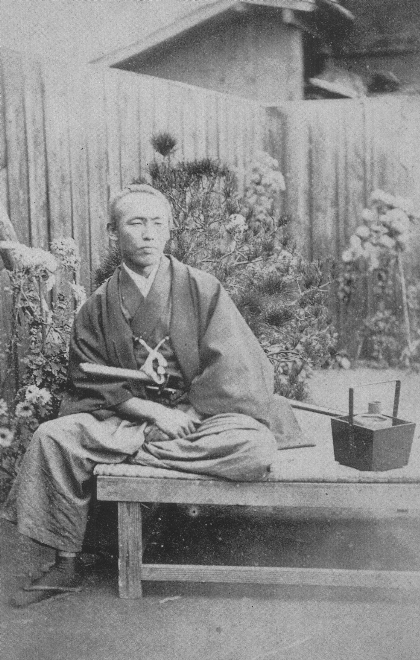
坂本龍馬 慶應三年（1867年）左右攝影

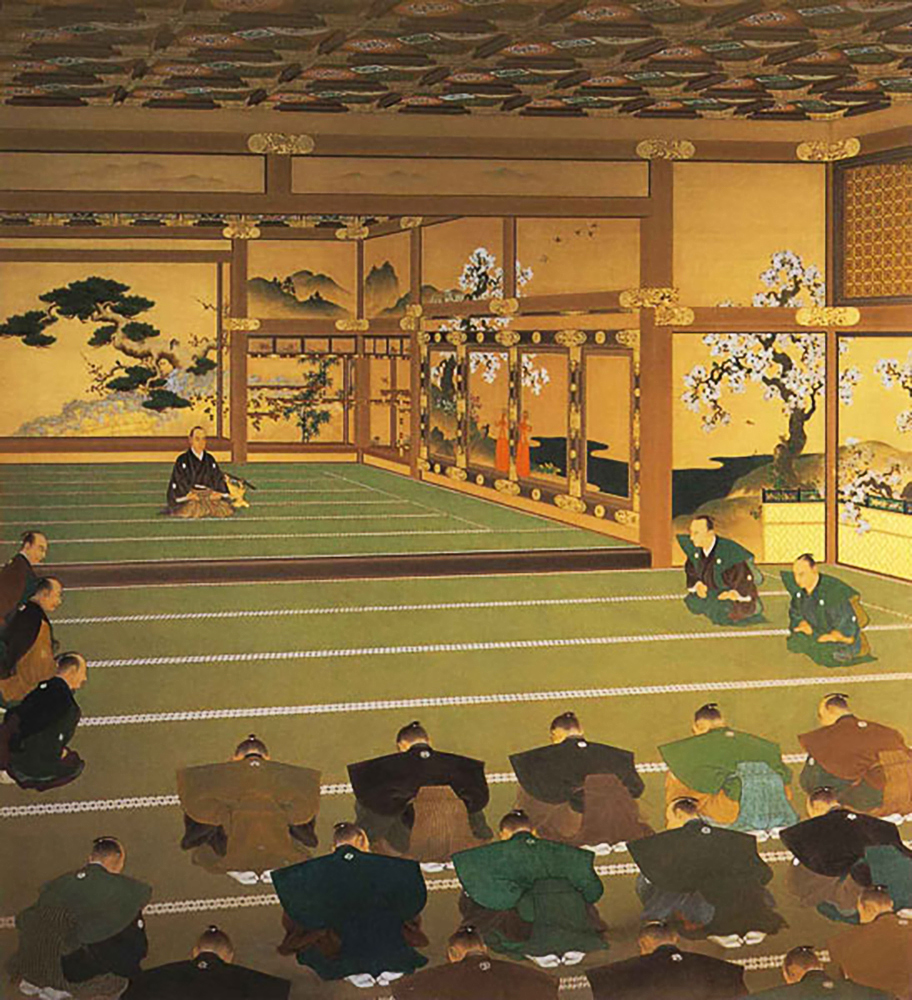
大政奉還圖

慶應二年（1866年）六月七日，第二次長州征伐開始:135，龍馬在六月十六日乘著櫻島丸（舊聯合號）來到下關，抵達時高杉已在該處等待他的到來:106。六月十四日，龍馬與高杉晉作會談，並答應對方負責攻擊小倉之幕府軍:135。同日龍馬與桂小五郎面談，聯合號運送過來之長州藩兵糧米由社中接收:135。其後高杉拜託龍馬協助擋小倉口敵軍，龍馬立刻點頭答應，隔天早上櫻島丸出發前往門司和田之浦，與長州藩之丙辰丸一起用數十發大炮攻擊敵方，大獲全勝:106。六月十七日，龍馬指揮聯合號攻擊門司:135。德川家茂在七月二十日大阪城病逝，幕府軍收到訃文後立刻撤兵:106。第二次長州征伐中止:135。九月二日，重新參與幕政之勝海舟與長州藩談和:106。十一月，龍馬與薩摩藩士五代才助、長州藩士廣澤真臣相約見面，共同完成《商社示談箇條書》:135。十二月五日，一橋慶喜即位為第15代將軍:135。十二月二十五日，攘夷派公卿孝明天皇駕崩:135。
龍馬「船中八策」其實源自於文久二年（1862年），橫井小楠向主君松平春嶽提出「國是七條」建議書:150。慶應三年（1867年）一月，後藤象二郎提起希望與龍馬會面，龍馬在長崎清風亭與後藤會面:144。六月九日，土佐藩參政後藤象二郎乘搭土佐藩之蒸汽船夕顏號前往京都:108，龍馬在船上訂定船中八策:49。夕顏號自長崎出航，至六月十五日龍馬請長岡謙吉起草《船中八策》後，提交給後藤象二郎:136。龍馬揭示船中八策，提出大政奉還:82。「船中八策」日後成為新日本政治綱領，其中包含（括號中為日後新政府的實現）：
1. 將政權歸還給朝廷，政令由朝廷統一發出（大政奉還）；
2. 設立上下議政局，配置議員以參詳重大政事，政事應由公議決定（第一屆帝國議會）；
3. 延攬有能力的公卿諸侯各地人才以為顧問並賜予官爵，並將向來有名無實的官位剔除（內閣制度）；
4. 與外國之交往應廣泛採納公議，並致力成立適當合宜的條約（廢除治外法權）；
5. 折衷參考自古以來的律令制度，撰寫新的法典（頒布大日本帝國憲法）；
6. 設法擴張海軍（制定陸海軍省制）；
7. 設置御親兵以守衛帝都的安全（設置近衛師團）；
8. 應就金銀物價與外國訂立平準之法則（恢復關稅自主權）[5]:109。

以上八項原則「大政奉還」「議會開設」「官制改革」「條約改正」「憲法制定」「海軍」「御親兵」「通貨政策」，就是日後聞名於世的「船中八策」。在船上，是海援隊書記長岡謙吉將龍馬想法寫下:150。實質上即是日後維新政府綱領的藍本。以「船中八策」為基礎，擬定「新政府綱領八策」：

第一義 延攬天下有名的人才，聘為顧問。
第二義 聘請有能力的公卿諸侯，賜予朝廷官爵，剔除現今有名無實的官職。
第三義 議定與外國之間的往來。
第四義 編撰律令，制定全新的無窮大典，已制定的律令，諸侯伯皆應率同部下奉行。
第五義 設上下議政所。
第六義 設海陸軍局。
第七義 設置親兵。
第八義 皇國今日的金銀物價應與外國均等。
上述由兩、三位遠見之士議定，待日後諸侯會盟之日再議。
奉〇〇〇為盟主，以侍奉朝廷，始公布於天下萬民。
若有強抗無禮、有違公議者，斷然征討。對權門貴族亦概不借貸。
慶應丁卯十一月 坂本直柔（龍馬）:92-93

### 大政奉還
慶應三年（1867年）五月，在薩摩小松帶刀別邸，土佐之中岡、坂垣退助、薩摩之西鄉、小松、吉井幸輔密會，商討討幕，一個月後便在京都三本木正式締結「薩土同盟」:152。薩摩及土佐之間即於六月二十二日，由薩摩的西鄉隆盛、小松帶刀、大久保利通以及土佐的中岡慎太郎、後藤象二郎、福岡孝弟、寺村左膳、真邊榮三郎為代表:49，在京都三本木之料亭吉田屋中促成薩土盟約:108。龍馬委託後藤象二郎向山內容堂建議「大政奉還」:81。六月二十三日，「薩土盟約」在京都三本木之「吉田屋」中成立，龍馬與中岡慎太郎一同以浪士代表身分列席:136。坂垣退助和中岡慎太郎不認為德川慶喜會採用大政奉還，因此主張武力倒幕:81。六月中旬，龍馬抵達京都後，前往河源町三條之醋屋中川嘉兵衛門處:145。六月二十五，龍馬與中岡慎太郎一同拜訪岩倉具視:145。六月二十六日，龍馬與西鄉吉之助商議大政奉還方案:49。
六月二十五日，締結《薩土藝三藩約定書》，以推動土佐藩、薩摩藩和藝州藩之王政復古計劃:136。七月二十九日，龍馬帶著松平春嶽給山內容堂之書簡前往土佐:145。八月二日，龍馬在高知須崎靠港，躱藏在土佐藩船夕顏丸內:145。長崎發生船員殺害事件（伊卡洛斯號事件），海援隊員懷疑涉及其中:81。八月十五日，龍馬抵達長崎，構思伊卡洛斯號事件對策:145。在龍馬與後藤象二郎努力下，海援隊員被判無罪，後來確定為築前藩士所為:81。九月十日，龍馬洗清伊卡洛斯號事件嫌疑:145。龍馬決定推動大政奉還；但如果推動不順利，自己也將投入武力倒幕之戰，因此向荷蘭商人購買來福槍準備應戰:80。九月十四日，龍馬與荷蘭哈特曼商社簽訂契約，購入一千三百支步槍:136。九月十八日，龍馬乘著藝州藩船震天丸自長崎出航，九月二十日抵達下關，並從長州藩伊藤俊輔口中，得知薩長締結軍事同盟以及藝州藩也參與其中:110。龍馬順道在下關與妻子阿龍會面:81。龍馬將海援隊購買之來福槍，運至土佐藩:81。龍馬一行人在九月二十四日抵達土佐，從種崎上岸後，便與土佐藩商討步槍買賣事宜:110。九月二十八日:136，龍馬脫藩後首次，也是最後一次返家；土佐藩內赦免龍馬脫藩罪，將其任命為海援隊長:40。九月二十九日，龍馬隨著戶田雅樂回到老家住兩晚:145。龍馬與家人權平和乙女及當地夥伴交流:81。十月五日，龍馬借用藩船空蟬丸從浦戶出港:145。十月八日，龍馬抵達大坂，進入土佐堀之薩萬，與海援隊士見面:145。為實現大政奉還，龍馬在京都斡旋:81。十月上旬，龍馬啟程前往京都:110；十月九日龍馬抵達京都酢屋，隔天來到陸援隊據點白川土佐藩邸與中岡慎太郎相見:112。十月十日，龍馬與若年寄格永井尚志會面:145。十月十三日，龍馬將寄宿處自酢屋更換至近江屋:136。
由土佐藩主山內容堂撰寫大政奉還建白書，在十月三日經過後藤象二郎和福岡孝悌之手交給幕府老中板倉靜勝:112。15代將軍德川慶喜在十月十一日決定奉還大政，他先在十月十三日召集諸藩派駐在京都之重臣至二條城內接受諮詢:112。十月十三日，德川慶喜在京都二案城召集40位重臣，對大政奉還召開諮詢會議:83。德川慶喜接受土佐藩之建白（建議），在慶應三年十月十四日提出大政奉還之上奏文，並於翌日立即獲得受理:43。

### 暗殺身亡
慶應三年（1867年）舊曆十月二十四日，龍馬與岡本健三郎前往越前福井，目的為拜會福井藩財政官三岡八郎，與他討論新政府財政問題:114。十月二十八日，龍馬抵達福井:145。十一月一日，龍馬與松平茂昭會面，並向後藤傳達春嶽之上京邀請:145。十一月二日，龍馬在福井會晤三岡八郎，詢問新政府財政方案:49。十一月三日，後藤向二郎前往土佐:145。十一月五日，龍馬在京都酢屋起草新政府綱領八策:49。十一月六日，三岡八郎奉命前往土佐:145。京都迴見組約有300名人力，但成員由幕臣組成，主要守衛御所和二條城等:85。十一月十五日，龍馬從越前回到京都之後，住在河原町的近江屋，遭暗殺的當天正在近江屋的二樓與中岡慎太郎進行密商，刺客經考證是京都見廻組成員，他們拿出名片說明來意：「在下來自十津川鄉，不曉得坂本先生是否在家，方便的話望能求見。」:120
龍馬的額頭與身上多處中刀，在當夜死亡（遭暗殺後即接近當場死亡），得年31歲，在嚥下最後一口氣之前，對著旁邊已經趴倒在地的中岡慎太郎說：「新助，快去找醫生！我的頭被砍傷了，已經沒救了……」:120中岡則是身受重傷，兩天後才不治身亡，得年30歲:47。十一月十五日，京都土佐藩寺村左膳在日記中寫道：「……因其為脫藩者之故，如今亦不可能再恢復身分，從表面上看來，二人已與土佐藩無關。」:40十一月十七日，聽聞此慘劇之大阪海援隊士趕到近江屋:137。兩人葬禮就在近江屋舉行:47。十一月十七日當晚，三人遺體被埋在東山之靈山:137。2個月後，陸援隊解散:47。十一月二十一日，後藤象二郎回到京都:145。十二月二日，龍馬訃報從長崎送到下關，由三吉慎藏告訴阿龍:145。十二月九日，天皇終於宣布「王政復古」令，幕府軍在隔年一月之鳥羽伏見之戰中敗北:126。
慶應四年（1868年）一月二十三日，龍馬姪子高松太郎寫信給權平、乙女和春豬，向眾人告知龍馬死訊:137。三月大三日、十四日，勝海舟與西鄉召開會談，決定江戶無血開城:168。同月，發布「五條御誓文」:168。四月十一日，江戶城以不流血和平方式投降:47。四月二十七日，土佐藩下令解散海援隊:126。
翌年四月，上方集團、三河縣縣長長岡謙吉雖帶領海援隊，但土佐藩令其解散；長崎集團岩崎彌太郎運用海援隊精神催生三菱商會，朝世界級商會發展:91。五月，舊幕府軍在箱館（今北海道函館）投降:90。
關於龍馬的死因，還有以下幾種說法：
- 新選組暗殺論：幕府為守護京都治安所組織之佐幕派浪士集團[1]:85。由中岡聽到「这混蛋」（日语：こなくそ）一詞與獨特刀鞘，推論原田左之助嫌疑重大[5]:122。
- 薩摩藩陰謀論：起因西鄉隆盛不滿龍馬對武力倒幕態度趨於保守且策劃大政奉還。

## 家族

坂本家的家紋
組合桝之内桔梗紋

- 父親：八平直足（1797年至1855年），把龍馬送至江戶修行劍術，使他在該處親眼見識到黑船，喜愛書本與詩歌[5]:38。出身山本家，成為坂本家養子，繼承為第三代[1]:14。八藏直澄養子[2]:7。身份雖低微，然而是射弓用槍名手，並精通書法和歌，作為武士文武雙全[1]:14。
- 母親：幸（1796年至1846年），體弱多病，在龍馬12歲那年死亡[5]:38。坂本家上一代直澄之獨生女，約15歲結婚[1]:14。
- 繼母：伊與（？至1865年），在幸身故後成為龍馬繼母[5]:38。身為武士女兒，自幼被訓練使用薙刀[1]:14。
- 哥哥：權平直方（1814年至1871年），在龍馬父親過世後，在背後支持龍馬、提供龍馬生活費，對砲術有所鑽研，性格溫厚篤實[5]:38。擅長和歌[1]:14。
- 大姐：千鶴（1817年至1861年），嫁入高松家，其長男高松太郎曾加入龜山社中和海援隊與龍馬共同行動，並於龍馬死後過繼為龍馬養子[5]:38。
- 二姐：榮（？）嫁入柴田家，後離婚（一說自殺）[5]:38。
- 三姐：乙女（1831年至1879年），龍馬姊姊，代替去世之母親照顧龍馬，龍馬脫藩後也寄給她許多封信[2]:11。傳聞乙女人高馬大，身高有175公分，體重有113公斤，文武雙全，是龍馬最好之老師[6]:41。周圍人稱她「仁王」，除了薙刀、劍術、馬術、弓術、游泳等武藝，也擅長彈古琴、三弦琴、舞蹈、和歌等[1]:15。乙女不識漢文典籍，所以龍馬至今留下幾首和歌，卻沒有留下漢詩[6]:41。支持、保護龍馬，在二十五歲時嫁給城內御醫岡上樹庵[5]:38。1856年嫁給同町內之岡上樹庵，1867年離異[2]:22。乙女嫁給上町醫師，並於1857年生下長子，後來離婚回到老家居住[4]:3。晚年與坂本家之養子坂本直寬一同生活，享年49歲[2]:22。龍馬之所以會認識小千葉道場，據說是曾身為姊夫之岡上與千葉定吉私交甚篤[5]:38。傳說乙女將自己武藝、才藝全部傳給女兒岡上菊榮，並說明治時期之後「總有一天，女性也能走出家門，平等地與男性一起工作。」[2]:23
- 妻子：楢崎龍（1840年至1906年），是京都醫師楢崎將作女兒，父親在安政大獄時死於獄中，阿龍為養家活口而四處流浪，在途中結識龍馬[5]:103。龍馬委託寺田屋照顧她，而她在幕吏襲擊時通報危機給龍馬，事後成為龍馬妻子[2]:11。在明治維新前夕，龍馬告訴妻子：「戰爭結束後，我要在山裡快樂地過活，我不喜歡做官！」[1]:101869年與西村松兵衛再婚，改名「阿鶴」，死後西村松兵衛為其立一墓碑，寫著「坂本龍馬之妻·龍子」[7]:176。明治三十九年（1906年）死於橫須賀，享年66歲[2]:63。
- 未婚妻：千葉佐那子（1838年至1896年），千葉重太郎之妹妹，又名佐那，因擅於操弄長刀而被稱作「千葉的魔鬼西施」[5]:38。文久三年（1863年）八月，龍馬正在江戶遊學，在寄給乙女之信中寫道：「這個人叫做佐那。今年26歲。精通馬術、劍術很強、還能舞長刀，力氣比一般男子都大……」[2]:29。明治七年（1875）與前鳥取藩士山口菊次郎結婚，但十年後仳離，之後獨身終老。她曾對旁人稱：「我已許婚與龍馬。」[5]:38喜歡繪畫，個性溫柔、文靜不多話[7]:30。在明治十五年時成為學習院女子部舍監，並在明治十八年於東京千住開設「千葉治療院」[7]:30。
- 養子：坂本直（即外甥高松太郎，千鶴的兒子）[7]:142，高松順藏長男[2]:7。
- 姪女：春豬（權平的女兒）[5]:38，與坂本清次郎離異[2]:7。
- 姪兒：富太郎（權平的兒子），早夭[2]:7。
- 姪兒：坂本直寬（即外甥高松南海男，千鶴的兒子），高松順藏次男[2]:7。
- 奶媽：阿陪（？），代替幸負責餵奶和照顧龍馬[5]:38。

## 軼事
- 龍馬是第一個提出「日本國」的概念。
- 龍馬是劍術高手，擁有北辰一刀流免許皆傳[7]:24。
- 龍馬是第一個帶新娘蜜月旅行的日本人。另一說首位蜜月旅行的日本人是坂本的摯友小松帶刀，小松蜜月旅行比坂本早了十年左右。
- 龍馬是第一個用《萬國公法》與外國公司打官司並且勝訴的日本人。
- 龍馬在日本人心目中的形象是不為過去所拘泥，永遠走在時代的前端。故事本身創作自於大正時代所完成之《坂本龍馬傳》，是坂本龍馬曾對土佐勤王黨成員檜垣直治（日语：檜垣直治）說過：「今後在室內亂鬥的情況會變多了。我喜歡小太刀，小太刀靈活，比太刀實用（當時流行太刀）。」之後直治帶了小太刀再見龍馬，他卻掏出來一柄手槍：「今後是西洋式手槍時代了。」坂本龍馬拜勝海舟為師後，直治帶了槍再見龍馬，這次龍馬掏出一部《萬國公法》並說道：「未來是『萬國公法』的時代了」[7]:108。
- 龍馬對西鄉隆盛評語：「西鄉是個教人摸不著頭緒傢伙。用力敲他，他就大聲回應；小力敲他，他就小聲回應。如果他是個笨蛋，那就是個大笨蛋，如果是個天才，那毫無疑問是個大天才」[7]:106。西鄉隆盛曾如此評價龍馬：「我認識很多有志之士，但從沒見過像龍馬一樣的人，他的胸襟與度量是完全無法衡量的。」[5]:69、「天下有志之士吾交之甚多，但肚量之大如龍馬者，至今未見。」[1]:138西鄉隆盛曾對坂本龍馬說：「你前天所說的和今天所說的不一樣，這樣你怎么能取信於我？你身為天下名士，必須有堅定的信念！」坂本則說：「不是這樣的。子曰：『君子從時』（非孔子或孟子所言，《左傳·昭公七年》：“故政不可不慎也。務三而已，一曰擇人，二曰因民，三曰從時。）。時間在推移，社會形勢天天都在變化。因此，順應時代潮流才是君子之道！西鄉，你一旦決定一件事之後，就想貫徹始終。但這么做，將來你會落於時代之後的。」[來源請求]
- 土方久元（日语：土方久元）稱：「維新豪傑吾列舉三人，西鄉、高杉、坂本也」；陸奧宗光稱：「坂本係近世史上一大傑出人物，富融通變化之才，其見識、議論之高，擅長勸說、感動其他人。同時代者，難有出其右者。」[5]:138
- 龍馬做的和歌目前已確認有二十一首，其中一首是：「胸懷他日重逢心，踏遍茫茫世間旅」[7]:170；另一首作於十來歲時：「世人如何說我皆無妨～我所為、我所欲為，只有我知」[7]:193；一譯：「無論世人如何談論我，就隨他們去說吧！我所做的事，唯有我自己最清楚。」[6]:24從土佐脫藩前往江戶途中，龍馬和歌一首：「盼再相逢之情寄託於心，無路之世吾亦往矣」[2]:7。
- 據傳龍馬是個大近視。
- 中國國家京劇院在1990年代移植改編京劇《坂本龍馬》。
- 龍馬背後長有濃密的黑毛。
- 去姐姐阿幸的夫家玩耍時，曾經爬上屋頂眺望太平洋。
- 身高6尺（約182公分，但據近年研究也有174公分或169公分的說法），在當時的江戶時代可說是一名巨漢。
- 小時候前往游泳的途中下起雨來，朋友問他說：「已經下雨了還要去游泳嗎？」；龍馬回答：「弄溼身體和下雨有關係嗎？」然後就跑去河川游泳了。
- 與三姊坂本乙女年齡差距很大，對此眾說紛紜，一說差5歲，另一說差8歲以上。父母工作時經常姐代父母職的乙女對龍馬管教嚴厲，如某次教龍馬游泳，龍馬不想學，她便直接把龍馬丟入河中，教龍馬近身武技時更會毫不留情地直接責罰。但在坂本乙女出嫁之時，龍馬還是留下男兒眼淚並祝大姐幸福。龍馬過世後，乙女把龍馬的妻子楢崎龍接回老家，視為弟媳照顧。但是千葉佐那子就沒有受到如此待遇。
- 龍馬的刀鞘上刻有水戶藩學者、進步派諸大名智囊藤田東湖漢詩：「天地正氣，粹然鍾神州」[7]:35。
- 日本國內有超過130封龍馬書信，高知縣立坂本龍馬紀念館（日语：高知県立坂本龍馬記念館）是專門收藏其書信的博物館，有的已被指定為日本重要文化遺產。
- 龍馬的親筆書信，如今現存的超過130封，信中文筆相當隨性奔放。最常見的是給姐姐乙女的信，共有13封；第二是給伊藤助太夫和佐佐木高行的信，每人12封；給三吉慎藏的共10封；給桂小五郎的9封。但給妻子阿龍的信現存僅有一封，其他的都被乙女燒燬。
- 龍馬使用過不少假名，其中最著名的假名莫過於慶應二年11月16日給溝渕廣之丞信中所用的「才谷梅太郎」。他也使用過「西鄉伊三郎」的假名，表示他對西鄉隆盛相當敬重，此事寫於慶應元年九月九日給姐姐乙女的信中。其他假名尚有「高坂龍次郎」、「大濱濤次郎」、「取卷之拔六」等。在慶應二年（1866年）十二月到隔年春天，龍馬和阿龍一起寄住在伊藤家，兩人居住房間命名為「自然堂」（日语：／ Jinen-dō）[5]:91。龍馬在慶應三年十一月十三日的信中，使用了別號「自然堂」，此信書畢兩天之後，他旋即被暗殺。

## 后世紀念
- 龍馬 (小行星)
- 位于高知縣南國市的高知機場又称为“高知龍馬機場”，以纪念坂本龍馬。
- 荷蘭釀製的「明治維新十二人組」啤酒中最受歡迎的一種是「坂本龍馬」。它是美式啤酒，顏色淡黃，商標上還有龍馬肖像。

## 登場作品
小說
- 汗血千里駒（坂崎紫瀾著）
- 龍馬來了（文藝春秋、司馬遼太郎著）
- 坂本龍馬（東京文藝社、山岡莊八著）
- 龍馬（角川書店、津本陽（日语：津本陽）著）
- 坂本龍馬（学研、豐田穰（日语：豊田穣）著）

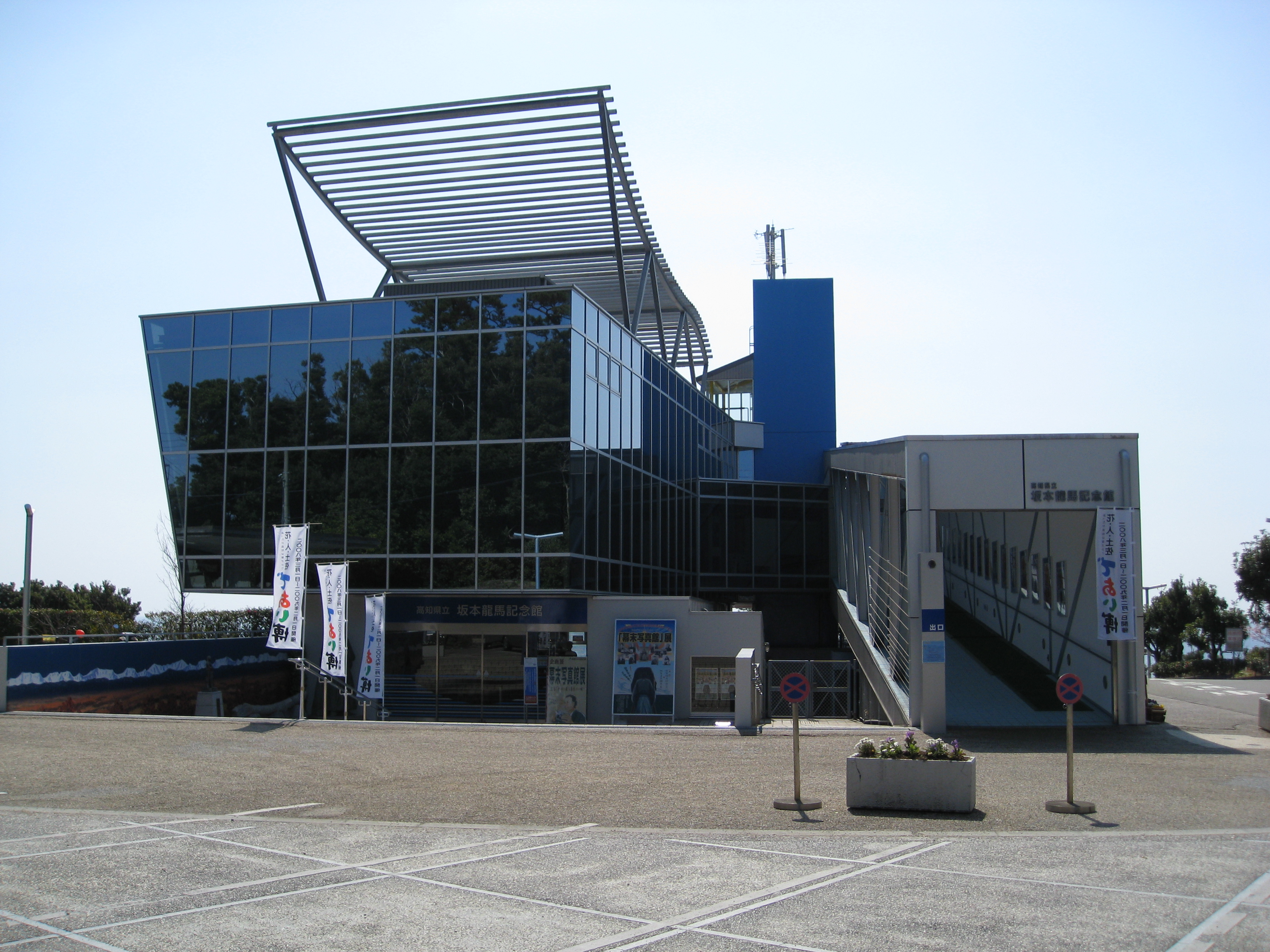
高知縣立坂本龍馬紀念博物館
（高知縣高知市）

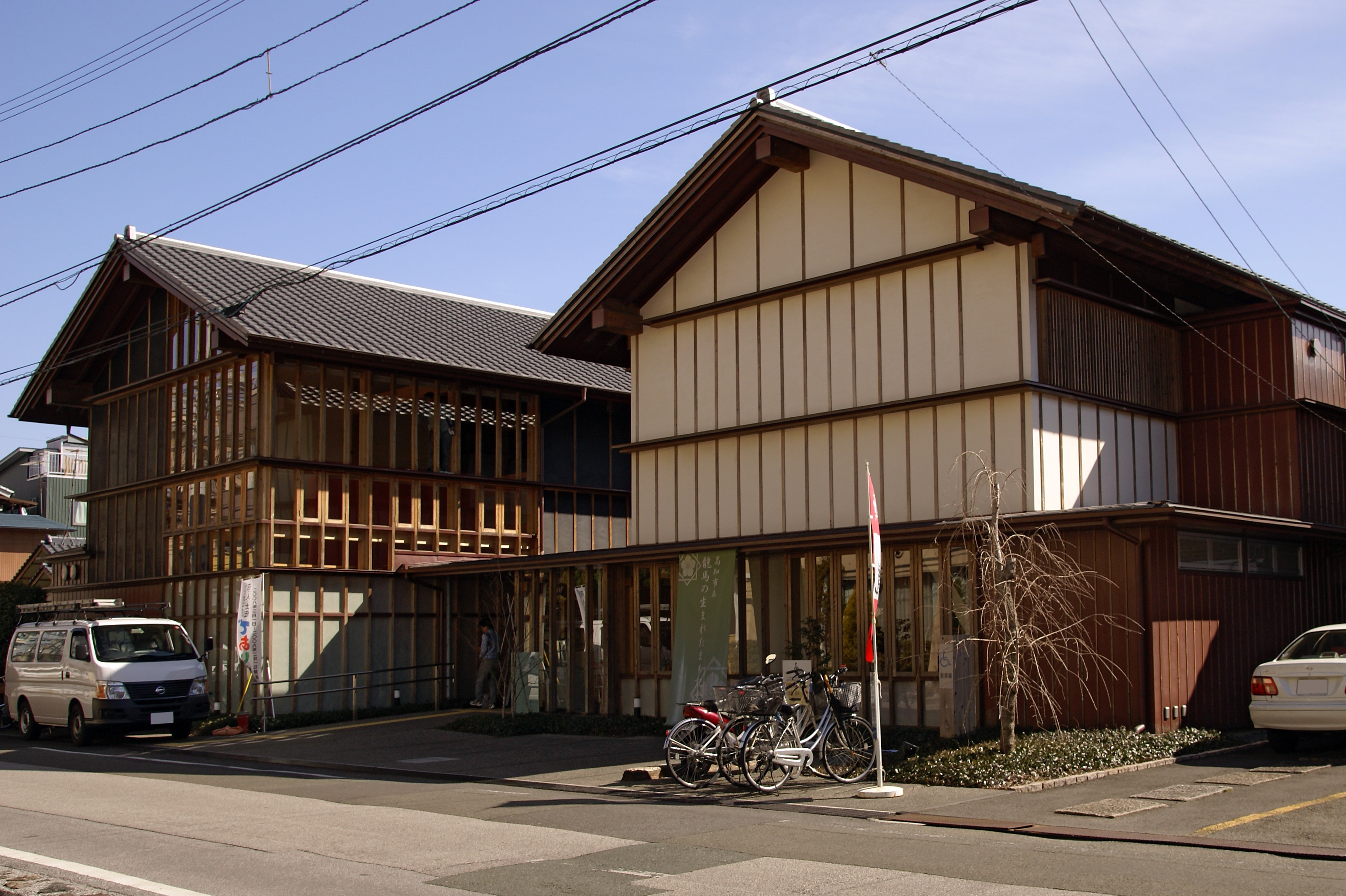
龍馬诞生地紀念館（高知縣高知市）

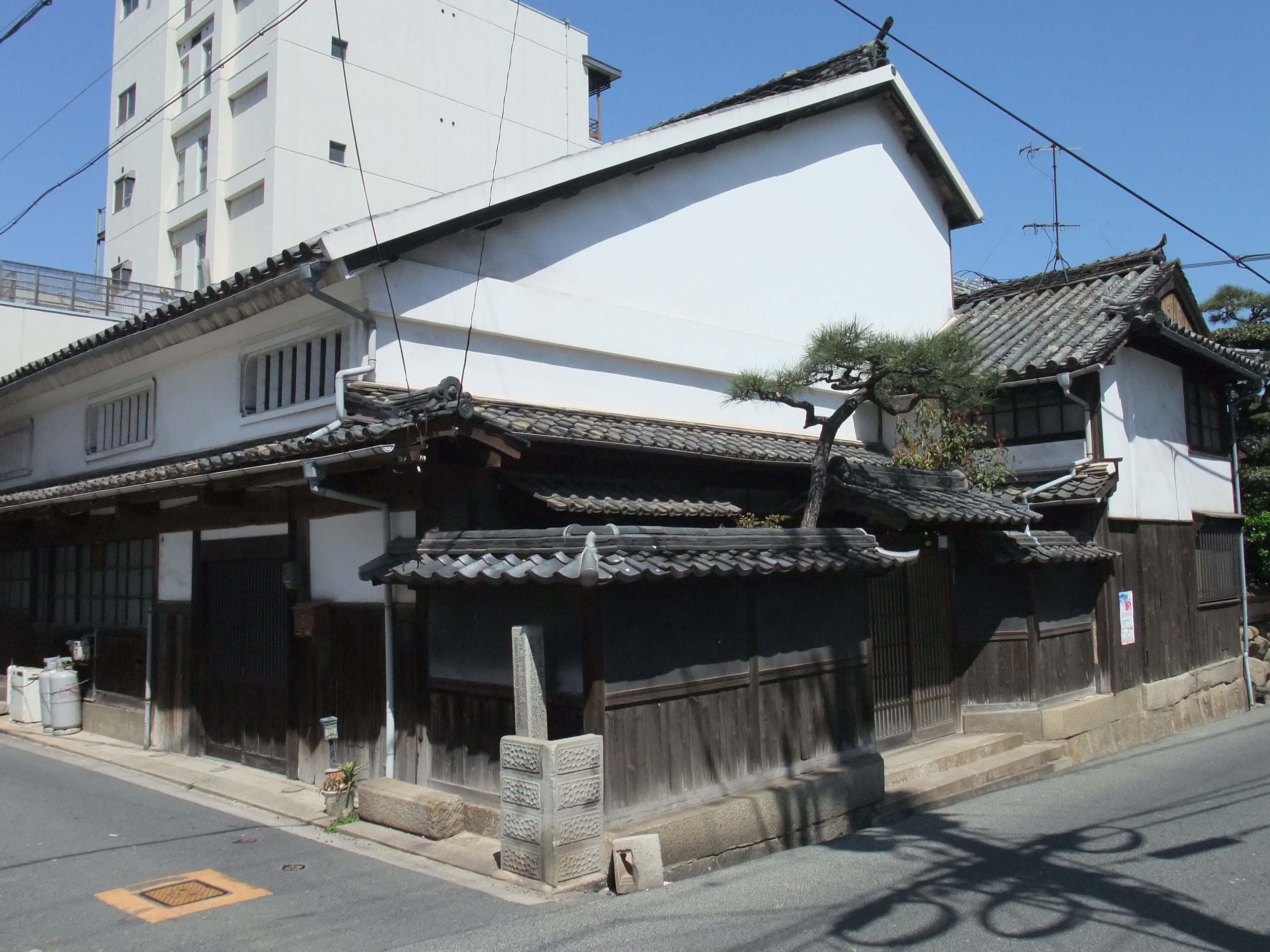
坂本龍馬住宿的土地
（廣島縣福山市）

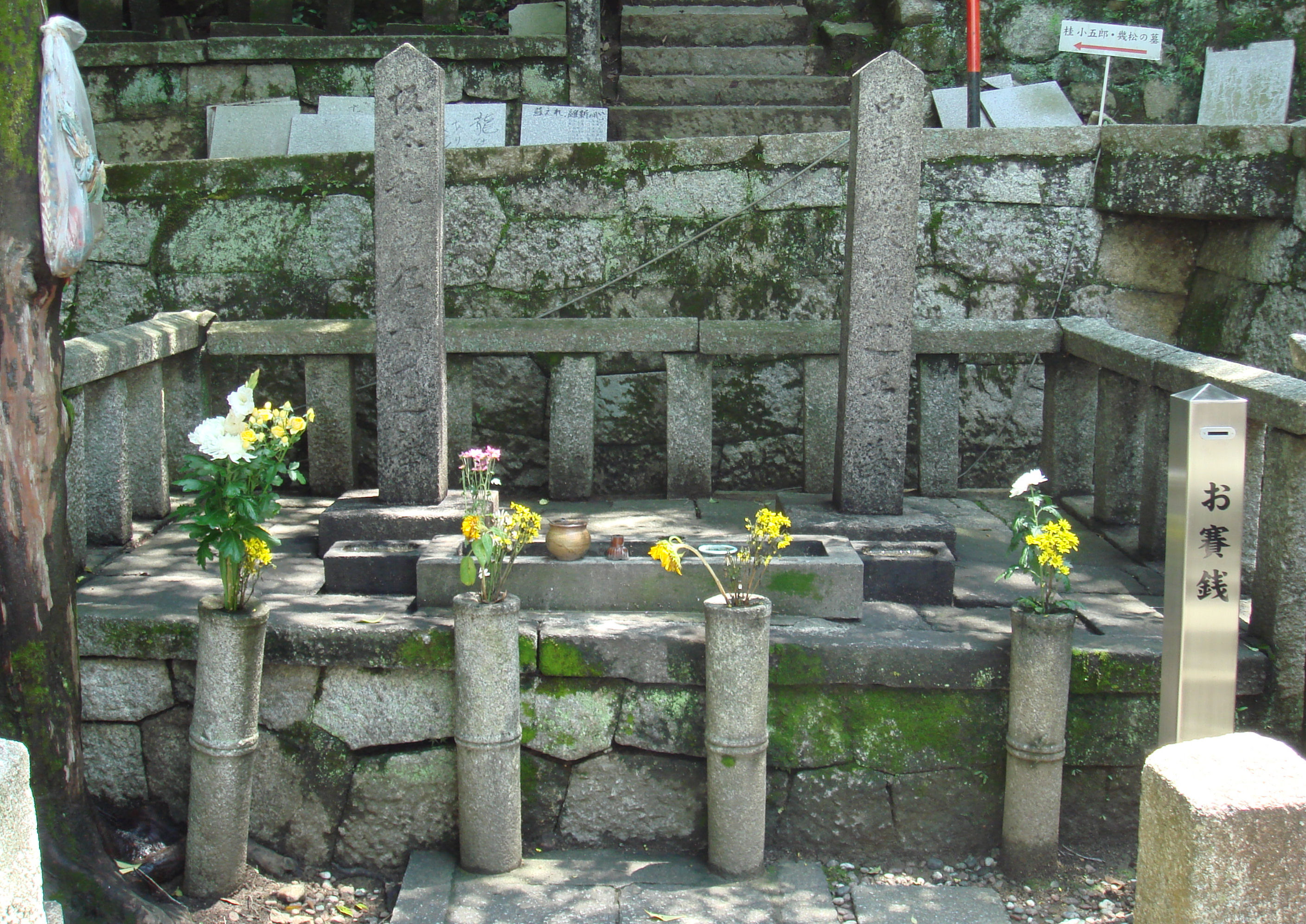
坂本龍馬（左邊）和中岡慎太郎的墳墓
（京都府京都市）

- 被操縱的龍馬：明治維新與英国諜報部、以及共濟會（祥傳社、加治将一（日语：加治将一）著）
- 佐那與龍（日语：さなとりょう）（太田出版、谷治宇著）
- 龍馬傳（如果出版、福田靖著）
- 記憶的旅人（馬可孛羅、神永學（日语：神永学）著）

影視戲劇
- 維新之曲（日语：維新の曲）（1942年、大映、演：阪東妻三郎）
- 暗殺（日语：暗殺 (映画)）（1964年、松竹、演：佐田啓二）
- 幕末（1964年、TBS、演：田村高廣）
- 風雪（日语：風雪 (テレビドラマ)）（1964年、NHK、演：緒形拳）
- 龍馬來了（日语：竜馬がゆく (1965年のテレビドラマ)）（1965年、MBS、演：中野誠也（日语：中野誠也 (俳優)））
- 三姊妹（日语：三姉妹）（1967年、NHK大河劇、演：中村敦夫）
- 龍馬來了（1968年、NHK大河劇、演：北大路欣也）
- 人斬（1969年、大映、演：石原裕次郎）
- 幕末（1970年、東寶、演：中村錦之助）
- 天皇的世紀（日语：天皇の世紀#第一部（テレビドラマ））（1971年、ABC、演：山口崇）
- 勝海舟（日语：勝海舟 (NHK大河ドラマ)）（1974年、NHK大河劇、演：藤岡弘）
- 龍馬暗殺（日语：竜馬暗殺）（1974年、ATG、演：原田芳雄）
- 龍馬摯愛的女人（1974年、NET、演：林隆三）
- 花神（日语：花神 (NHK大河ドラマ)）（1977年、NHK大河劇、演：夏八木勳（日语：夏八木勲））
- 捨生忘利：西鄉隆盛傳（1977年、TBS、演：新克利）
- 浮浪雲（日语：浮浪雲#テレビドラマ）（1978年、ANB、演：山崎努）
- 幕末青春塗鴉：坂本龍馬（日语：幕末青春グラフィティ 坂本竜馬）（1982年、NTV、演：武田鐵矢）
- 龍馬來了（日语：竜馬がゆく#1982年版）（1982年、TX、演：萬屋錦之介）
- 壬生戀歌（日语：壬生の恋歌）（1983年、NHK、演：坂本九）
- 服部半藏 影之軍團（日语：服部半蔵 影の軍団#影の軍団IV）（1985年、KTV、演：世良公則）
- 白虎隊（日语：白虎隊 (1986年のテレビドラマ)）（1986年、NTV、演：中村雅俊）
- 高爾夫黎明之前（日语：ゴルフ夜明け前）（1987年、東寶、演：渡瀨恒彦（日语：渡瀬恒彦））
- 田原坂（日语：田原坂 (テレビドラマ)）（1987年、NTV、演：竹脇無我）
- 斬殺龍馬的男人（日语：竜馬を斬った男#映画）（1987年、松竹、演：根津甚八（日语：根津甚八 (俳優)））
- 坂本龍馬（日语：坂本龍馬 (テレビドラマ)）（1989年、TBS、演：真田廣之）
- 勝海舟（日语：勝海舟 (1990年のテレビドラマ)）（1990年、NTV、演：梨本謙次郎）
- 宛如飛翔（1990年、NHK大河劇、演：佐藤浩市）
- 幕末純情傳（日语：幕末純情伝）（1991年、松竹、演：渡邊謙）
- 拜託龍馬了！（日语：竜馬におまかせ!）（1996年、NTV、演：濱田雅功）
- 龍馬來了（日语：竜馬がゆく#1997年版）（1997年、TBS、演：上川隆也）
- 新選組血風錄（日语：新選組血風録 (テレビドラマ)#1998年版）（1998年、ANB、演：岡野進一郎）
- 洞見未來的幕末英傑 橫井小楠（1998年、TKU、演：榎木孝明）
- 壬生義士傳 新選組最強的男人（日语：壬生義士伝#テレビドラマ）（2002年、TX、演：筧利夫）
- 龍馬之妻與她的丈夫和愛人（日语：竜馬の妻とその夫と愛人）（2002年、東寶、演：松本敦（日语：トータス松本））
- 新選組！（2004年、NHK大河劇、演：江口洋介）
- 龍馬來了（日语：竜馬がゆく#2004年版）（2004年、TX、演：市川染五郎）
- 河井繼之助：騰躍的蒼龍（日语：河井継之助 駆け抜けた蒼龍）（2005年、NTV、演：唐澤壽明）
- 篤姬（2008年、NHK大河劇、演：玉木宏）
- BODY JACK（日语：ボディ・ジャック#映画）（2008年、太秦、演：笠兼三）
- 仁者俠醫（2009年、TBS、演：內野聖陽）
- 龍馬傳（2010年、NHK大河劇、演：福山雅治）
- 大河劇所描繪的坂本龍馬真相（日语：大河ドラマが描かない坂本龍馬の真実）（2010年、NTV、演：高嶋政宏）
- Jirocho 清水次郎長維新傳（日语：ジロチョー 清水の次郎長維新伝）（2010年、TX、演：池内博之）
- 向陽之樹（2012年、NHK、演：賀集利樹）
- 八重之櫻（2013年、NHK大河劇、演：柾賢志）
- 花燃（2015年、NHK大河劇、演：伊原剛志）
- 武士老師（2015年、EX、演：神木隆之介）
- 最後的餐廳（日语：最後のレストラン#テレビドラマ）（2016年、NHK-BS、演：池內萬作（日语：池内万作））
- 花嵐劍士：生於幕末的女劍士・中澤琴（2017年、NHK-BS、演：加藤雅也）
- 武士老師（2017年、JFDB、演：忍成修吾）
- 我們的薩長同盟（日语：FNS27時間テレビ (2017年)）（2017年、CX、演：桐山照史）
- 龍馬的遺言（2018年、NHK、演：新井浩文）
- 西鄉殿（2018年、NHK大河劇、演：小栗旬）
- 天外者（日语：天外者）（2020年、Giggly Box、演：三浦翔平）
- 幕末相棒傳（日语：相棒_(五十嵐貴久の小説)#テレビドラマ）（2022年、NHK、演：永山瑛太）
- 爛漫（2023年、NHK晨間劇、演：藤岡靛）
- 如果德川家康成為總理大臣（日语：もしも徳川家康が総理大臣になったら）（2024年、東寶、演：赤楚衛二）
- 新解釋・幕末傳（日语：新解釈・幕末伝）（2025年、東寶、演：室剛）

舞台劇
- 硬派・坂本龍馬！（1989年、寶塚花組公演、演：真矢美季）
- 維新回天・龍馬傳！（2006年、寶塚宙組公演、演：貴城惠）
- 龍馬！（2008年、Botchan（日语：坊っちゃん劇場）、演：上野哲也（日语：上野哲也 (俳優)））
- 龍馬（2009年、浅草公会堂（日语：浅草公会堂）、演：平良交一（日语：平良交一））
- 龍馬（2017年、高知市文化廣場（日语：高知市文化プラザかるぽーと）、演：山岸玲音）
- 京的螢火（2017年、明治座、演：藤本隆宏（日语：藤本隆宏 (俳優)））

動漫畫、特攝作品
- 雲龍奔馬（日语：雲竜奔馬）（潮出版社、源氏太郎（日语：みなもと太郎）作）
- 喂！龍馬（日语：お〜い!竜馬）（小学館、武田鐵矢作・小山由畫）
- AZUMI（日语：AZUMI (漫画)）（小学館、小山由作）
- 坂本龍馬（PHP研究所、黑鐵弘作）
- 坂本龍馬（講談社、山岡莊八著・橫山正雄（日语：横山まさみち）畫）
- 龍馬へ（講談社、陸奧利之（日语：むつ利之）作）
- 陸奧圓明流外傳 修羅之刻 風雲幕末編（講談社、川原正敏（日语：川原正敏）作）
- 仁者俠醫（集英社、村上紀香作）
- 銀魂（集英社、空知英秋作）
- Samurai Gun（集英社、熊谷主浩（日语：熊谷カズヒロ）作）
- PEACE MAKER鐵（艾尼克斯、黑乃奈奈繪作）
- 人斬龍馬（日语：人斬り龍馬）（LEED社（日语：リイド社）、石川雅之作）
- 天翔龍馬（日语：天翔の龍馬）（新潮社、梅村真也作・橋本英治（日语：橋本エイジ）畫）
- 龍馬滾ル！（白泉社、北大路龍星作・片山誠（日语：かたやままこと）畫）
- 龍的女人（日本文藝社（日语：日本文芸社）、黑澤哲哉（日语：黒沢哲哉）作・和氣一作（日语：和気一作）畫）
- 龍 -RYO-
- 閃電十一人GO2 時空之石
- 假面騎士Ghost
- 刀劍亂舞：活擊
- Fate/KOHA-ACE 帝都圣杯奇谭

遊戲
- 战国兰斯
- 人中之龍 維新！
- 怪物彈珠（XFLAG）
- 女王2
- 傳說對決
- Crash Fever
- Fate/Grand Order（配音：加瀨康之）
- 薄樱鬼
- 幕末花札
- 三國志14
- 浪人崛起

電視廣告
- Yakult（ヤクルト）1000：「坂本龍馬」篇（2024年）

參照了現存傳世的照片圖像資料，並配合CG建模加上AI語音學習模擬（廣告中龍馬的土佐方言旁白）方式，將脫藩當時的坂本龍馬模樣予以重現。

## 註解
1. 1 2 3 4 5 6 7 8 9 10 11 12 13 14 15 16 17 18 19 20 21 22 23 24 25 26 27 28 29 30 31 32 33 34 35 36 37 38 39 40 41 42 43 44 45 46 47 48 49 50 51 52 53 54 55 56 57 58 59 60 61  山村龍也. . 由姚巧梅翻译. 台北市: 天下雜誌. 2011. ISBN 978-986-241-387-6.
2. 1 2 3 4 5 6 7 8 9 10 11 12 13 14 15 16 17 18 19 20 21 22 23 24 25 26 27 28 29 30 31 32 33 34 35 36 37 38 39 40 41 42 43 44 45 46 47 48 49 50 51 52 53 54 55 56 57 58 59 60 61 62 63 64 65 66 67 68 69 70 71 72 73 74 75 76 77 78 79 80 81 82 83 84 85 86 87 88 89 90 91 92 93 94 95 96 97 98 99 100 101 102 103 104 105 106  雙葉社作，林詠純翻譯. . 新北市: 楓樹林出版. 2015. ISBN 978-986-5688-27-1.
3. ↑  洪維揚. . 新北市: 遠足文化事業. 2023.
4. 1 2 3 4 5 6 7 8 9 10 11 12 13 14 15 16 17 18 19 20 21 22 23 24 25 26 27 28 29 30 31 32 33 34 35 36 37 38 39 40 41 42 43 44 45 46 47 48 49 50 51 52  成瀨京司、保坂宗雄、中村直夫作，許嘉祥翻譯. . 新北市: 楓樹林文化出版社. 2012. ISBN 978-986-6023-34-7.
5. 1 2 3 4 5 6 7 8 9 10 11 12 13 14 15 16 17 18 19 20 21 22 23 24 25 26 27 28 29 30 31 32 33 34 35 36 37 38 39 40 41 42 43 44 45 46 47 48 49 50 51 52 53 54 55 56 57 58 59 60 61 62 63 64 65 66 67 68 69 70 71 72 73 74 75 76 77 78 79 80 81 82 83 84 85 86 87 88 89 90 91 92 93 94 95 96 97 98 99 100 101 102 103 104 105 106 107 108 109 110 111 112 113 114 115 116 117 118 119 120 121 122 123 124 125 126 127 128 129 130 131 132 133 134 135 136 137 138 139 140 141 142 143 144 145 146 147 148 149 150 151 152 153 154 155 156 157 158 159 160 161 162 163 164 165 166 167 168 169 170 171 172 173 174 175 176 177 178 179 180 181 182 183 184 185 186 187 188 189 190 191 192 193 194 195 196 197 198 199 200 201 202 203 204 205 206 207 208 209 210 211 212 213 214 215 216 217 218 219 220 221 222 223 224 225 226 227 228 229 230 231 232 233 234 235 236  兩洋歷史研究會作，劉格安翻譯. . 新北市: 楓樹林出版. 2013. ISBN 978-986-6023-59-0.
6. 1 2 3 4 5 6 7 8 9 10 11 12 13 14 15 16 17 18 19 20 21 22 23 24  菊地明作，蕭照芳譯. . 新北市: 夏日出版. 2010. ISBN 978-986-85570-9-3.
7. 1 2 3 4 5 6 7 8 9 10 11 12 13 14 15 16 17 18 19 20 21 22 23 24 25 26 27 28 29 30 31 32 33 34 35 36 37 38 39 40 41 42 43 44 45 46 47 48 49 50 51 52 53 54 55 56 57 58 59  津田太愚著，林子傑翻譯. . 台北市: 台灣東販. 2010-02-01. ISBN 978-986-251-108-4.
8. ↑  據明治三年（1870年）於箱館戰爭中投降的俘虜，前見廻組成員今井信郎供述，暗殺龍馬是由當時的組長佐佐木只三郎率領六名部下，包括今井自己與渡辺吉太郎、高橋安次郎、桂隼之助、土肥伴蔵、桜井大三郎所為，因此也成為現今關於暗殺龍馬真兇的定論。

## 外部連結
- 高知縣立坂本龍馬紀念博物館（页面存档备份，存于）（日語）
- 龍馬出生的地方紀念博物館（日語）
- 龍馬歷史博物館（日語）
- 北海道坂本龍馬紀念博物館（页面存档备份，存于）（日語）
- 長崎市龜山社中紀念博物館（日語）
- 京都國立博物館 坂本龍馬展覽 2005年（日語）
- 2010年 NHK大河劇特别展覽「龍馬傳」（日語）
  - 江戶東京博物館 2010年 NHK大河劇特别展覽「龍馬傳」（页面存档备份，存于）
  - 京都文化博物館 2010年 NHK大河劇特别展覽「龍馬傳」
  - 高知縣立歴史民俗資料館 2010年 NHK大河劇特别展覽「龍馬傳」
  - 長崎歴史文化博物館 2010年 NHK大河劇特别展覽「龍馬傳」實錄坂本龍馬展覽（页面存档备份，存于）
- 長崎奉行所・龍馬傳館（页面存档备份，存于）（日語）
- NHK龍馬傳官方網站（日語）
- 日本國立國會圖書館 坂本龍馬的政體構想「新政府綱領八策」（页面存档备份，存于）（日語）
- 日本國立國會圖書館 現代數字圖書館「汗血千里駒」坂崎紫瀾（日語）